# زوال عقل با اجسام لویی
زوال عقل با اجسام لویی یا دِمانس با اجسام لویی (به انگلیسی: Dementia with Lewy bodies) یا به اختصار DLB، نوعی زوال عقل است که با تغییر در خواب، رفتار، شناخت، حرکت و تنظیم عملکردهای خودکار بدن مشخص می‌شود و برخلاف برخی دیگر از انواع زوال عقل‌ها، از دست دادن حافظه ممکن است از علائم اولیه نباشد. این بیماری همانند دیگر دِمانس‌های پیشرونده (مانند آلزایمر) با گذشت زمان وخیم‌تر شده و معمولاً زمانی مورد بررسی قرار می‌گیرد که اختلالات شناختی (نقص در توجه و حافظه و غیره) در عملکرد طبیعی روزانه تداخل ایجاد کنند. این بیماری در کنار زوال عقلِ پارکینسون، یکی از دو دِمانس اجسام لویی است. زوال عقل با اجسام لویی، شکل رایجی از زوال عقل بوده، اما شیوع آن به‌طور دقیق مشخص نیست و بسیاری از موارد ابتلا تشخیص داده نمی‌شوند. این بیماری نخستین بار در سال ۱۹۷۶ توسط کنجی کوساکا کشف، توصیف و نام‌گذاری شد.
اختلال رفتاری خوابِ REM یا به اختصار RBD، یکی از ویژگی‌های ابتلا به زوال عقل با اجسام لویی است. در این اختلال، افراد به‌دلیل فقدان فلج عضلانی که به‌طور معمول در طول خواب REM اتفاق می‌افتد، طیف وسیعی از آزادی‌های رفتاری هنگام خواب، مانند حرکت و تکلم را به دست می‌آورند. این عارضه گاهی سال‌ها یا دهه‌ها پیش از نشانه‌های دیگر ظاهر ‌می‌شود. نشانه‌های اصلی دیگر شامل توهم بینایی، نوسانات مشخص در توجه یا خودآگاهی و پارکینسونیسم (کندی حرکت، مشکل در راه رفتن، یا سفتی ماهیچه‌ها) است. اگر چند مشخصه و زیست‌نشانگر از بیماری مانند علائم یا یافته‌های مشخصی از آزمایش خون، آزمایش‌های عصبی-روان‌شناختی، تصویربرداری و مطالعات خواب وجود داشته باشند، می‌توان تشخیصی احتمالی برای وجودِ دِمانس با اجسام لویی در فرد باشد؛ اما تشخیص قطعی معمولاً نیازمند کالبدگشایی و بررسی بافت مغز است.
زوال عقل با اجسام لویی اگرچه گاهی به‌صورت خانوادگی نیز وجود دارد، اما بیشتر مبتلایان، سابقۀ خانوادگی ندارند. علت دقیق این بیماری ناشناخته است، اما احتمال دارد به‌دلیل تشکیل توده‌های غیرطبیعی پروتئین در نورون‌های سراسر مغز باشد. این توده‌ها که به صورت اجسام لویی (که در سال ۱۹۱۲ توسط فردریک لویی کشف شد) و نوریت‌های لویی ظاهر می‌شوند، بر دستگاه عصبی مرکزی و دستگاه عصبی خودمختار تأثیر می‌گذارند. عملکرد قلب و هر سطح از عملکرد دستگاه گوارش - از جویدن تا دفع مدفوع - ممکن است تحت تأثیر این بیماری قرار گیرد. برای مثال، یبوست و افت فشار خون هنگام ایستادن یکی از شایع‌ترین علائم زوال عقل با اجسام لویی است. این بیماری معمولاً باعث بروز نشانه‌های روانی مانند تغییر در رفتار، افسردگی یا بی‌تفاوتی می‌شود.
زوال عقل با اجسام لویی به‌طور معمول پس از پنجاه سالگی آغاز می‌شود و امید به زندگی در افراد مبتلا به‌طور میانگین، تنها حدود چهار سال پس از تشخیص است. هیچ درمان کامل یا دارویی برای جلوگیری از پیشرفت بیماری وجود ندارد و هدف از روش‌های درمانی موجود، کاهش برخی از علائم و نشانه‌های بیماری است. داروهایی مانند دونپزیل و ریواستیگمین گاهی به‌طور موقت توانایی شناختی و عملکرد کلی بدن را بهبود می‌بخشند. برخی اوقات از ملاتونین برای کاهش اختلالات مرتبط با خواب استفاده می‌شود. از تجویز داروهای ضد روان پریشی، حتی در صورت وقوع توهم در فرد بیمار، اجتناب می‌کنند؛ زیرا تقریباً در نیمی از مبتلایان، واکنش‌های شدیدی به این داروها رخ می‌دهد و استفاده از آنها ممکن است منجر به مرگ شود. مدیریت بسیاری از علائم بیماری چالش‌برانگیز است، زیرا درک آن‌ها نیازمند تخصص‌های متعدد پزشکی بوده و تشخیص‌های افتراقی همپوشانی بسیاری دارند. افرادی که در مراحل آخر این بیماری هستند ممکن است توانایی خودمراقبتی را از دست بدهند و برای انجام فعالیت‌های اولیه خود مانند تغذیه، استحمام و خواب به مراقب احتیاج داشته باشند.

## طبقه‌بندی
زوال عقل با اجسام لویی نوعی زوال عقل (دِمانس) و جزء بیماری‌های زوال‌دهنده و پیشرونده عصبی به حساب می‌آید که با تحلیل رفتنِ تدریجی دستگاه عصبی مرکزی مشخص و با گذشت زمان وخیم‌تر می‌شود.
زوال عقل با اجسام لویی را می‌توان به روش‌های دیگری نیز طبقه‌بندی کرد؛ به عنوان نمونه این بیماری یکی از دو نوع زوال عقل اجسام لویی است. (دومین مورد زوال عقل بیماری پارکینسون است). چندین بیماری زوال عصبی ممکن است همراه با بیماری پارکینسون ظاهر شوند و گاهی به آنها «پارکینسونیسم غیرمعمول» یا «پارکینسون پلاس» گفته می‌شود، زوال عقل با اجسام لویی یک سینوکلئینوپاتی است، به این معنی که با رسوب غیرطبیعی پروتئین آلفا-سینوکلئین در مغز ایجاد می‌گردد. سینوکلئینوپاتی‌ها خود نوعی تقسیم‌بندی از اختلالات عصبی و مشتمل بر بیماری پارکینسون، آتروفی سیستم چندگانه و سایر اختلالات نادرتر عصبی هستند.
واژگان مرتبط با آسیب‌شناسی اجسام لویی اغلب باعث سردرگمی افراد می‌شوند. زوال عقل اجسام لویی (اصطلاح جامعی که شامل تشخیص‌های بالینی زوال عقل با اجسام لویی و زوال عقل بیماری پارکینسون می‌شود) با بیماری اجسام لویی (اصطلاحی که برای توصیف یافته‌های پاتولوژیکی اجسام لویی در کالبد شکافی استفاده می‌شود) متفاوت است. از آنجا که برای تشخیص قطعی بیماری‌های تحلیل‌برنده عصبی، مغز را کالبدشکافی می‌کنند، در مبتلایان به دِمانس با اجسام لویی علاوه بر زوال عقل، اجسام لویی نیز مشاهده می‌شود به همین علت اصطلاح «زوال عقل با اجسام لویی» را برای آن بکار می‌برند. دِمانس با اجسام لویی یکی از انواع دمانس مرتبط با بیماری آلزایمر به حساب می‌آید؛ با این حال اصطلاح «بیماری آلزایمر، گونۀ دارای اجسام لوییِ» دیگر در جوامع علمی استفاده نمی‌شود زیرا هر چند اجسام لویی اختلالاتی برای افراد مبتلا به آلزایمر ایجاد می‌کنند، آسیب‌شناسی غالب این افراد از خودِ بیماریِ آلزایمر سرچشمه می‌گیرد و وجود اجسام لویی ویژگی اساسی این بیماری نیست.
برخی از پژوهشگران بر این باورند که به کارگیری اصطلاح «بیماری اجسام لویی» ممکن است ماهیت واقعی این گروه از بیماری‌ها را توصیف نکند و یک ترتیب ژنتیکی خاص (اپی‌ژن) می‌تواند افراد را مستعد ابتلا به چند بیماری با اجسام لویی (چند ابتلایی اجسام لویی یا بیماری منتشر لویی) کند. از این رو بحث‌های نام‌گذاری این بیماری همچنان ادامه دارد.

## علائم و نشانه‌ها
محققان بر این باورند، دِمانس با اجسام لویی نوعی زوال عقل است که با ترکیبی از نوسانات شناخت، توهمات مکرر، پارکینسونیسم و اختلال رفتاری خواب REM همراه است که همزمان یا پس از تشخیص زوال عقل شناسایی می‌شوند. این بیماری علائم بسیار متفاوتی دارد و از بسیاری از دِمانس‌های دیگر پیچیده‌تر است. در این بیماری چندین ناحیه از دستگاه عصبی (مانند دستگاه عصبی خودمختار و مناطق متعددی از مغز) ممکن است در اثر رسوب آلفا-سینوکلئین آسیب ببینند و انواع اختلال و نقص‌های عصبی مربوط را ایجاد کنند.

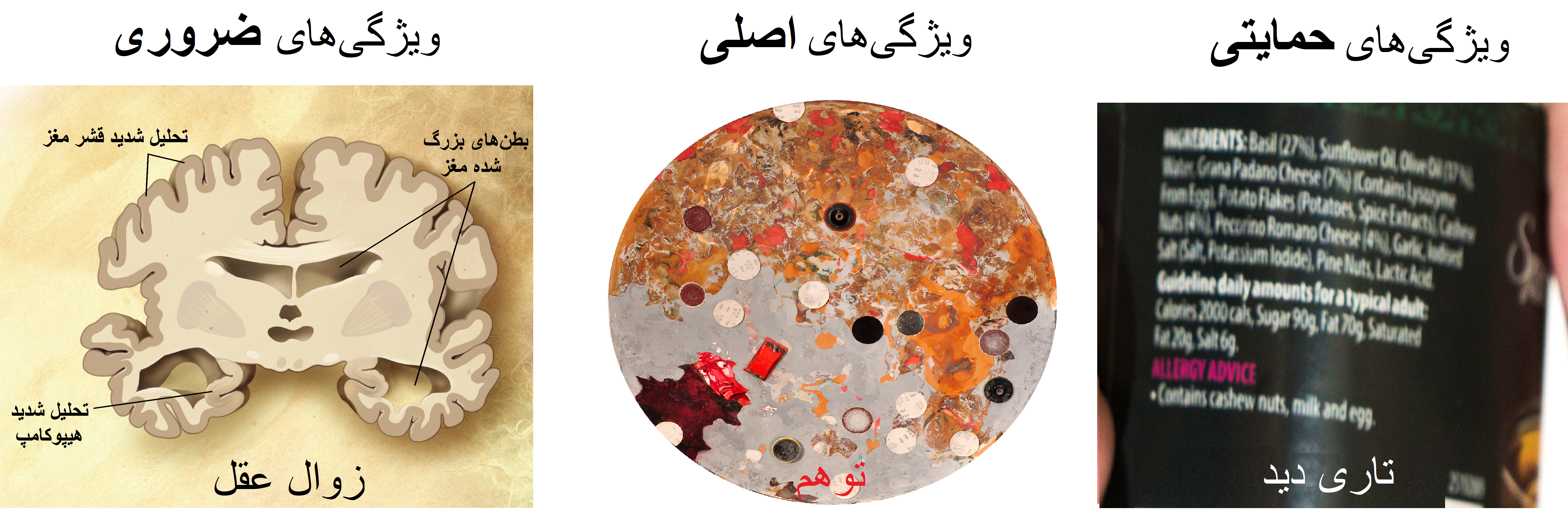
یک نمونه از ویژگی‌های زوال عقل با اجسام لویی: از سمت چپ به ترتیب زوال عقل، توهم و تاری دید

در زوال عقل با اجسام لویی، مجموعه‌ای قابل شناسایی از علائم و نشانه‌های اولیه وجود دارد. به این مرحله، پرودروم یا پیش‌زوال می‌گویند. این علائم و نشانه‌های اولیه گاهی ۱۵ سال یا بیشتر، پیش از ایجاد دِمانس ظاهر می‌شوند. نخستین علائم معمولاً یبوست، سرگیجۀ ناشی از اختلال دیس‌اتونومی، هیپوسمی (کاهش توانایی بویایی)، توهمات بینایی و اختلال رفتاری در خواب است. اینگونه اختلال خواب گاهی سال‌ها یا دهه‌ها پیش از علائم دیگر ظاهر می‌شود. از دست دادن حافظه همیشه نشانه‌ای برای ابتلا به این بیماری نیست و گاهی نشانه‌ای از وقوع بیماری دیگری چون آلزایمر است.
ویژگی‌های ابتلا به زوال عقل با اجسام لویی را می‌توان به ویژگی‌های ضروری، اصلی و حمایتی تقسیم کرد. برای مثال وجود «زوال عقل» یک ویژگی ضروری بوده و برای تشخیص وقوع بیماری مورد نیاز است؛ اما ویژگی‌های حمایتی، علائم و نشانه‌های دیگری هستند که برای تقویت تشخیص مورد ارزیابی قرار می‌گیرند. (به معیارهای تشخیصی مراجعه کنید).

### ویژگی‌های ضروری
غالباً تشخیص زوال عقل زمانی صورت می‌گیرد که اختلالات شناختی ناشی از دمانس، در فعالیت‌های روزانه و شغلی خلل ایجاد کنند. با آنکه زوال عقل یکی از ویژگی‌های ضروری این بیماری است، اما لزوماً در اوایل بیماری ظاهر نمی‌شود و بیشترِ مواقع با پیشرفت بیماری، نشانه‌ها و علائم آن آشکار می‌گردد.

### ویژگی‌های اصلی
با آنکه ویژگی‌های اصلی در هر بیمار ممکن است متفاوت باشند، اما در بیشتر موارد شامل نوسانات شناختی، هوشیاری یا توجه هستند. اختلال رفتاری خواب REM نیز اگر به دلیل مصرف دارو، سکته مغزی و توهمات بصری مکرر نباشد، یکی از علائم مشابه پارکینسونیسم و زوال عقل با اجسام لویی به‌شمار می‌آید.
چهارمین گزارش اجماع کنسرسیوم خودآگاهی در سال ۲۰۱۷، علائم و نشانه‌های این بیماری را بر اساس شواهد و آزمایش‌های با کیفیت و علمی تعیین نمود تا با دیگر بیماری‌های مرتبط با اجسام لویی اشتباه گرفته نشود.

#### نوسان شناخت و هوشیاری
نوسان‌های عملکرد شناختی، بارز و شایع‌ترین علائم زوال عقل با اجسام لویی است. این نوسان‌ها اغلب با دگرگونی‌های همزمان توجه و هوشیاری، که توسط کنستانتینوس تساماکیس و کریستوفر مولر به عنوان «تغییرات خودبه‌خودی توانایی‌های شناختی، هوشیاری یا برانگیختگی» توصیف شده‌است، از سایر دمانس‌ها قابل تشخیص هستند. طبق گفته مک‌کیث این تغییرات شناختی بیشتر با «نوسان‌های مشخص بین بیشترین و کمترین عملکرد شناختی» قابل تشخیص هستند و در شدت، میزان و مدت زمان متفاوتند. هر کدام از دوره‌های اختلال ممکن است از چند ثانیه تا چند هفته طول بکشند و بین دوره‌هایی با عملکرد طبیعی‌تر قرار بگیرند. زمانی که دوره‌های وقوع اختلال همزمان با بررسی‌های پزشکی شوند، آزمون شناختی ممکن است شدت بیماری را به‌طور نادرستی ارزیابی کند، به همین علت ارزیابی‌های بیشتری صورت می‌پذیرد تا میزان بهبود، نسبت به آزمون‌های اولیه نشان داده شود.
برخلاف اختلال حافظه و برخی مؤلفه‌های دیگر که مشخص‌کننده بیماری آلزایمر است، ناهنجاری‌های متمایزی در مهارت‌های شناختی هنگام ابتلا به دِمانس با اجسام لویی دیده می‌شود که بیشتر در سه حوزه است:
- توجه
- عملکرد اجرایی
- عملکرد دیداری-فضایی

اختلالات و نوسان‌های فوق، بیشتر مواقع، در اوایل بیماری بروز می‌کنند. ذهنِ افراد مبتلا به دِمانس با اجسام لویی ممکن است به راحتی منحرف شود؛ این افراد زمان زیادی را برای تمرکز کردن بر روی کارهایشان صرف می‌کنند و ممکن‌است با وجودِ هوشیاری، دچار هذیان، سردرگمی، عدم تمرکز یا گفتار نامنسجم و نامفهوم (فراموشی هنگام سخن گفتن) و در مواردی نیز دچار نوسان در توانایی سازماندهی افکارشان در طول روز شوند.
عملکرد اجرایی به مجموعه فعالیت‌های توجهی و رفتاری، حافظه و انعطاف‌پذیری شناختی گفته می‌شود که به حل مسئله و برنامه‌ریزی کمک می‌کند. مشکلات عملکرد اجرایی غالباً در فعالیت‌هایی که نیاز به تحلیل و سازماندهی دارند، دیده می‌شود. این اختلالات گاهی به شکل نقص در عملکرد شغلی، ناتوانی در پیگیری مکالمات، مشکل در انجام چند کار یا اشتباهات رانندگی مانند تشخیصِ نادرستِ مسافت یا گم شدن تظاهر می‌یابد.
فرد مبتلا ممکن است اختلالاتی را هنگام بیداری یا خواب تجربه کند (علاوه بر اختلال رفتاری خواب REM) که گاهی شدید است. این اختلالات شامل خواب‌آلودگی روزانه، چرت زدن بیش از دو ساعت در روز، بی‌خوابی، اختلال دوره‌ای حرکت اندام، سندرم پای بی‌قرار و آپنه خواب است.

#### اختلال رفتاری خواب REM
«اختلال رفتار خواب REM مرتبط با DLB به‌طور کامل مورد مطالعه قرار گرفته‌است و اکنون به عنوان یک ویژگی اصلی برای این بیماری در نظر گرفته می‌شود.»

—بی. طوسی (۲۰۱۷)، «تشخیص و مدیریت تغییرات شناختی و رفتاری در دمانس با اجسام لویی»
اختلال رفتاری خواب REM نوعی پاراسومنیا است که افراد مبتلا، فلج عضلانی (آتونی) را که در طول خواب REM وجود دارد از دست می‌دهند و پاسخ‌های رفتاری به رویاهای خود، مانند حرکات و صداهای غیرطبیعی، نشان داده و دربارهٔ رؤیاهای خود سخن می‌گویند. حدود ۸۰ درصد از مبتلایان به این بیماری دچار این اختلال هستند. رفتارهای غیرطبیعی خواب ممکن است قبل از مشاهده زوال شناختی شروع و گاهی چندین دهه قبل از هر گونه علائم دیگری ظاهر شوند. اینگونه اختلال‌های خواب را در غالب مواقع، نخستین نشانه بالینی این بیماری و نشانهٔ اولیه سینوکلئینوپاتی‌های مختلف می‌دانند. در کالبدگشایی از بیماران دچار این اختلال که به وسیله آزمایش چندگانه خواب تأیید شده‌اند، ۹۴ تا ۹۸ درصد، دچار سینوکلئینوپاتی بودند. از بین افراد دارای این اختلال، سهم مبتلایان به دِمانس با اجسام لویی و پارکینسون به یک اندازه و بیشتر از دیگر بیماری‌های عصبی بود. بیش از سه نفر از هر چهار نفر مبتلا به این اختلال رفتاری خواب، ظرف ده سال مبتلا به بیماری زوال عصبی تشخیص داده می‌شوند، اما تشخیص‌های فرعی زوال عصبی ممکن است تا ۵۰ سال پس از تشخیص این اختلال خواب صورت نگیرد. اختلال رفتاری خواب با حرکت سریع چشم گاهی با گذشت زمان فروکش می‌کند.
افراد مبتلا به این عارضه ممکن است از بیماری خود آگاه نباشند. رفتارهای غیرطبیعی هنگام خواب ممکن است شامل فریاد زدن، جیغ‌زدن، خندیدن، گریه کردن، صحبت‌های نامفهوم، تکان دادن اندام‌های بدن، مشت زدن، لگد زدن، خفه کردن یا خراشیدن خود حین خواب باشد. رفتارهای صورت گرفته در خواب، اغلب خشونت‌آمیز بوده و شامل حمله به دیگران نیز می‌شوند. برخی افراد مبتلا به این عارضه از رختخواب بیرون می‌افتند و به خود یا همسرشان آسیب می‌رسانند؛ این آسیب‌ها ممکن است به‌صورت کبودی، شکستگی یا هماتوم ساب‌دورال بروز کند. از آنجایی رؤیاها و رفتارهای خشونت‌آمیز به احتمال بیشتری در یاد می‌ماند یا گزارش می‌شود - و در صورت بروز آسیب به متخصص ارجاع می‌شوند - سوگیری خود انتخابی یا سوگیری یادآوری ممکن است شیوع خشونت‌های گزارش‌شده در اینگونه اختلال رفتاری خواب را توضیح دهد.

#### پارکینسونیسم
پارکینسونیسم یک سندرم بالینی است که با کندی حرکت (به نام برادی‌کینزی)، سفتی، اختلال تعادل و لرزش اندام‌ها مشخص می‌شود (لرزش در حالت استراحت شیوع کمتری نسبت به بیماری پارکینسون دارد). این سندرم در دِمانس با اجسام لویی و بسیاری از بیماری‌های دیگر مانند بیماری پارکینسون، زوال عقلیِ بیماری پارکینسون و موارد دیگر یافت می‌شود. پارکینسونیسم در بیش از ۸۵ درصد از افراد مبتلا به دِمانس با اجسام لویی رخ می‌دهد که ممکن است یک یا چند مورد از نشانه‌های اصلی این بیماری را داشته باشند. علائم حرکتی شامل ناتوانی در راه رفتن، مشکلات تعادل، زمین‌خوردن، گفتار نامفهوم، کندی در سخن گفتن و صدایِ کمِ گفتار یا هیپوفونی است. ظهور علائم حرکتی متغیر، اما معمولاً متقارن هستند و در دو طرف بدن ظاهر می‌شوند. مبتلایان پارکینسونیسم ممکن است کمتر از افراد مبتلا به پارکینسون، نشانه‌های ابتلا به بیماری را از خود نشان دهند و گاهی تنها یکی از علائم مرتبط با پارکینسون را دارا هستند.

#### توهمات بینایی
در حدود ۸۰ درصد از افراد مبتلا، معمولاً در اوایل دوره بیماری، توهمات بینایی دارند. این توهمات گاهی به صورت مکرر رخ می‌دهد. در برخی موارد این تصاویرِ ذهنی، بسیار وسیع و دقیق هستند و شامل ادراکات متحرک از حیوانات یا افراد، از جمله کودکان و اعضای خانواده نیز می‌شوند. دامنه توهمات بینایی از «کوتوله‌های که خیلی عادی در خانه راه می‌روند»، «ارواح والدین مرده‌ای که آرام کنار تخت نشسته‌اند» تا «دوچرخه‌هایی که از درخت‌های حیاط پشتی آویزان هستند» متفاوت است.
این توهمات گاهی باعث ترس فرد بیمار می‌گردد، اما به‌طور معمول این تصورات خنثی و عادی هستند. در برخی شرایط نیز مبتلایان، متوجهٔ واقعی نبودن توهمات خود می‌شوند. در افرادی که اختلالات شناختی شدت بیشتری دارد، تصاویر رویت‌شده پیچیده‌تر بوده و این افراد چندان به واقعی نبودن توهمات خود آگاه نیستند. ادراک نادرست بصری یا خطای ادراکی نیز در این بیماری رایج است اما با توهمات بصری فرق دارند. توهمات بینایی هنگامی رخ می‌دهد که محرک‌ها واقعی نباشند، در حالی که خطای ادراکی زمانی که محرک‌های واقعی به اشتباه درک شود، به وجود می‌آیند؛ به‌عنوان نمونه، یک فرد مبتلا به دِمانس با اجسام لویی، خصوصیات یک مجسمه را برای شخص دیگری به اشتباه تفسیر می‌کند.

### ویژگی‌های حمایتی
ویژگی‌های حمایتی زوال عقل با اجسام لویی، وزن تشخیصی کمتری دارند، اما شواهدی برای پشتیبانی از دیگر ویژگی‌های بیماری ارائه می‌دهند. ویژگی‌های حمایتی ممکن است در اوایل پیشرفت بیماری به‌وجود بیایند و تا مدت‌ها نیز باقی بمانند. این علائم و نشانه‌ها، شیوع بسیار گسترده‌ای دارند اما برای تشخیص کافی و اختصاصی نیستند و می‌توانند علائم بیماری دیگری باشند. ویژگی‌های حمایتی عبارتند از:
- حساسیت مشخص به داروهای ضدروان‌پریشی (نورولپتیک‌ها)؛[۱]
- دیس‌اُتونومی مشخص (اختلال خودکار) که در آن سیستم عصبی خودمختار به‌درستی کار نمی‌کند؛[۱]
- توهم در حواس به غیر از بینایی[۱] (شنوایی، لامسه، چشایی، و بویایی)؛[۶۹]
- پرخوابی (خواب‌آلودگی بیش از حد)؛[۱]
- هیپوسمی (کاهش توانایی بویایی)؛[۱]
- باورها و توهمات نادرست که حول یک موضوع معمولی سازماندهی شده‌اند؛[۱]
- بی‌ثباتی وضعیتی، از دست دادن هوشیاری، و زمین‌خوردن‌های مکرر؛[۱][۷۰]
- بی‌تفاوتی، اضطراب یا افسردگی.[۱][۷۰]

به‌دلیل از دست دادن سلول‌هایی که انتقال‌دهنده عصبی دوپامین را آزاد می‌کنند، افراد مبتلا به دِمانس با اجسام لویی ممکن است به سندرم نورولپتیک بدخیم، اختلال در شناخت یا هوشیاری، تشدید غیرقابل بازگشت پارکینسونیسم از جمله سفتی شدید و دیس‌اتونومی ناشی از استفاده از داروهای ضد روان پریشی مبتلا شوند.

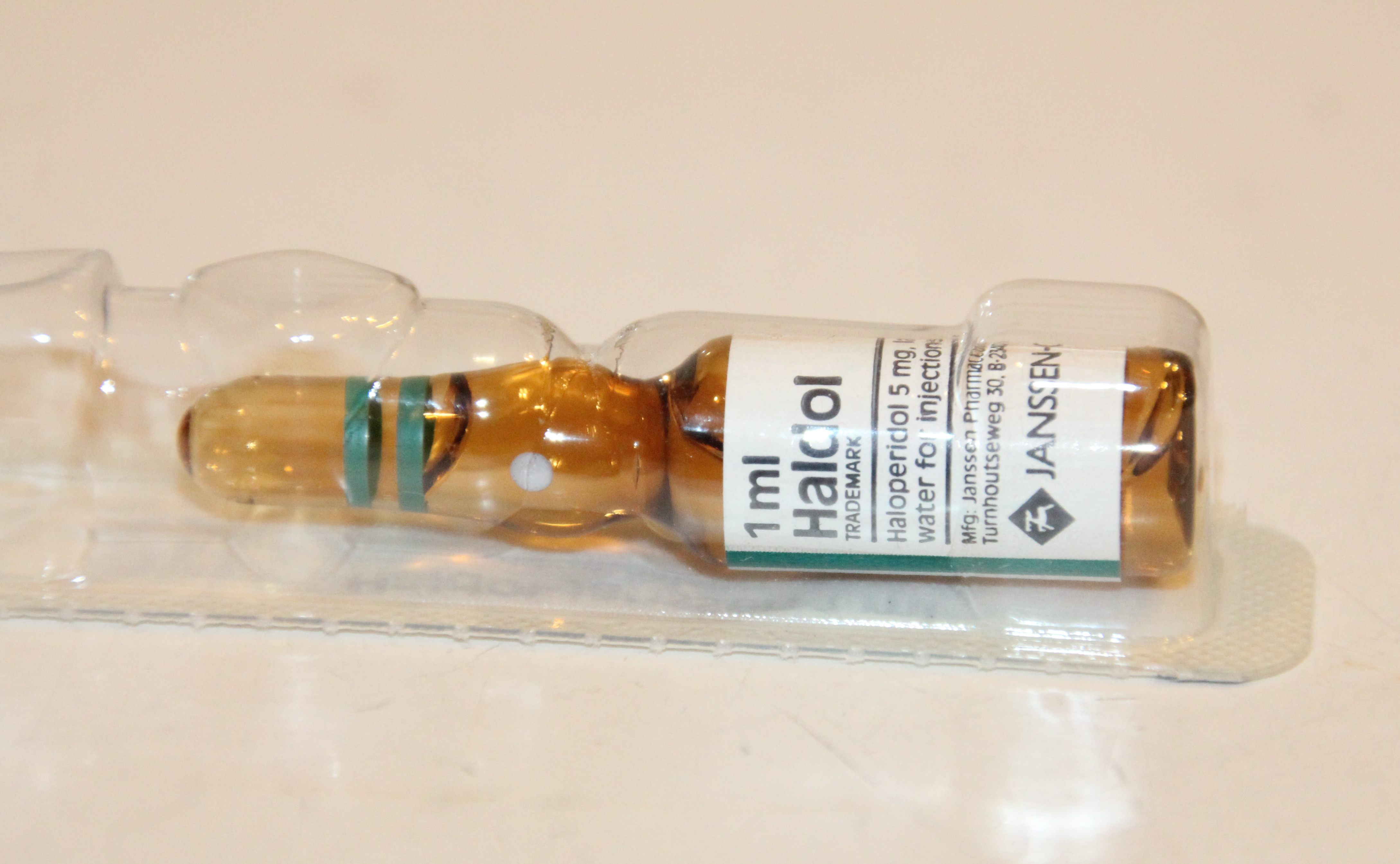
افراد مبتلا به زوال عقل با اجسام لویی، به داروهای ضد روان پریشی مانند هالوپریدول بسیار حساس هستند. این دارو خطر ابتلا به بیماری‌های وابسته و مرگ‌ومیر را در دِمانس با اجسام لویی افزایش می‌دهد.

دیس‌اُتونومی (اختلال سیستم عصبی خودمختار) زمانی رخ می‌دهد که آسیب ناشی از اجسام لویی بر دستگاه عصبی خودمختار محیطی (اعصابی که با عملکرد ناخودآگاه اندام‌هایی مانند روده، قلب و دستگاه ادراری سر و کار دارند) تأثیر می‌گذارد. نخستین نشانه‌های اختلال عملکردی اُتونومیک اغلب نامحسوس هستند. نشانه‌های آن شامل مشکلات فشار خون مانند افت فشار خون ارتواستاتیک (کاهش قابل توجه فشار خون در هنگام ایستادن)، افت فشار هنگام به پشت خوابیدن، یبوست، مشکلات ادراری، اختلال عملکرد جنسی، تعریق و ترشح بیش از حدِ بزاق، از دست دادن یا کاهش توانایی بویایی و مشکلات بلع (دیسفاژی) است.
رسوبات آلفا-سینوکلئین می‌تواند بر ماهیچه قلب و عروق خونی تأثیر بگذارد. بر اساس نتایج به‌دست آمده تخریب اعصاب سمپاتیک قلبی یک ویژگی نوروپاتولوژیک در زوال عقل با اجسام لویی است. تقریباً همه افراد مبتلا به سینوکلئینوپاتی اختلال عملکرد قلبی عروقی دارند، گرچه بیشتر آنها بدون علامت هستند. بین ۵۰ تا ۶۰ درصد از افراد مبتلا به دِمانس با اجسام لویی به دلیل کاهش جریان خون، افت فشار خون ارتواستاتیک دارند که گاهی منجر به سبکی سر، احساس ضعف و تاری دید می‌شود.
رسوبات آلفا سینوکلئین بر هر سطحی از عملکرد دستگاه گوارش، از جویدن تا دفع، اثر می‌گذارد. تقریباً همه افراد مبتلا به این بیماری، دارای اختلال عملکرد دستگاه گوارش فوقانی (مانند گاستروپارزی و تأخیر در تخلیه معده) یا اختلال عملکرد دستگاه گوارش تحتانی (مانند یبوست و طولانی شدن زمان انتقال مدفوع) هستند. این مبتلایان به‌طور کلی حالت تهوع، احتباس معده، نفخ و اتساع شکم را به دلیل تأخیر در تخلیه معده تجربه می‌کنند. مشکلات مربوط به عملکرد دستگاه گوارش ممکن است بر جذب دارو نیز تأثیر بگذارد. یبوست یکی از شایع‌ترین علائم برای افراد مبتلا به زوال عقلِ اجسام لویی است و گاهی یک دهه پیش از تشخیص بیماری ظاهر می‌شود. دشواری در بلع در این بیماری خفیف‌تر از سایر سینوکلئینوپاتی‌ها است و دیرتر ظاهر می‌شود. مشکلات ادراری (احتباس ادرار، بیدارشدن در شب برای ادرار کردن، افزایش تکرر و فوریت ادرار و مثانه پرکار یا کم‌کار) معمولاً دیرتر ظاهر می‌شوند و ممکن است خفیف یا متوسط باشند. اختلال در عملکرد جنسی معمولاً در اوایل سینوکلئینوپاتی ظاهر می‌شود و گاهی شامل اختلال نعوظ، مشکل در رسیدن به ارگاسم یا انزال است.
از بین ویژگی‌های حمایتی، نشانه‌های روانی زمانی بروز می‌کند که فرد نخستین بار مورد توجه بالینی قرار می‌گیرد و بیماریش تشخیص داده می‌شود. احتمال آسیب عملکردی ناشی از اختلالات روانی در این بیماری در مقایسه با بیماری آلزایمر بیشتر است. حدود یک سوم از افراد مبتلا به زوال عقل با اجسام لویی، افسردگی دارند و بیشترشان دچار اضطراب نیز هستند. اضطراب منجر به افزایش خطر زمین‌خوردن می‌شود و بی‌تفاوتی ممکن است باعث کم شدن تعامل اجتماعی شود.
آشفتگی، اختلالات رفتاری و هذیان معمولاً در مراحل بعدی بیماری ظاهر می‌شوند. گاهی هذیان‌ها درونمایۀ پارانوئیدی دارند و تفکراتی نظیر تخریب شدن تدریجی خانه، خیانت یا رها شدن توسط دیگران را شامل می‌شوند. مبتلایانی که وسایل خود را به اشتباه جا می‌گذارند، گاهی فکر می‌کنند وسایلشان سرقت رفته است. هنگام تشدید نشانه‌های بیماری، سندرم کاپگراس نیز رخ می‌دهد که در آن فرد مبتلا، شناخت خود از همسر، خانواده و یا توانایی خودمراقبتی را از دست داده و در مواردی فکر می‌کند اطرافیانِ فعلی، به دروغ خود را به عنوان خویشاوندش معرفی کرده‌اند. توهم در سایر مسائل نیز وجود دارد، اما کمتر دیده شده‌است.
در این بیماری، اختلالات خواب (اختلال در چرخه خواب، آپنه خواب و برانگیختگیِ ناشی از اختلال حرکتی متناوب اندام) رایج است و گاهی منجر به پُرخوابی می‌شود. همچنین از دست دادن حس بویایی گاهی چندین سال پیش از علائم و نشانه‌های دیگر آغاز می‌شود.

## علل بیماری

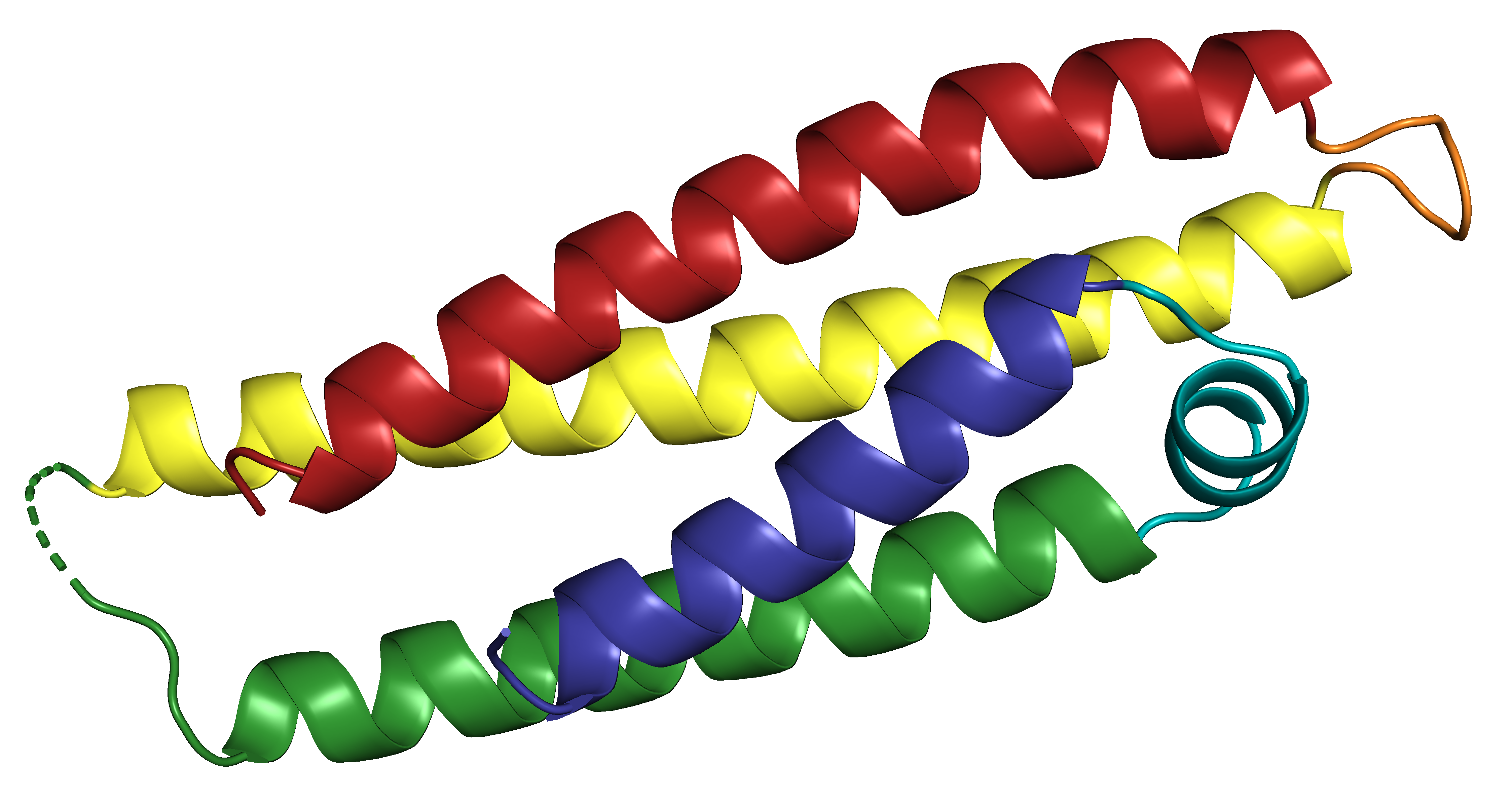
نمای نواری‌شکل آپولیپوپروتئین E؛ واریانت‌هایی از این پروتئین بر خطر ابتلا به دِمانس با اجسام لویی اثر می‌گذارد.

علت دقیق زوال عقل با اجسام لویی ناشناخته مانده است. پژوهش‌ها نشان داده، بیشتر سینوکلئینوپاتی‌ها معمولاً در اثر تعاملات ژنتیکی و تأثیرات محیطی (اپی‌ژنیک) ایجاد می‌شوند. در بیشتر افراد مبتلا به این بیماری، اعضای دیگر خانواده مبتلا نیستند، اگرچه وجود دِمانس با اجسام لویی به صورت خانوادگی نیز گزارش شده‌است و تصور می‌شود که وراثت‌پذیری آن حدود ۳۰٪ باشد (یعنی حدود ۷۰٪ از صفات مرتبط با این نوع زوال عقلی به عوامل خارجی و غیر ارثی وابسته است).
در عوامل ژنتیکی بیماری‌زا برای زوال عقل با اجسام لویی، بیماری آلزایمر، پارکینسون و زوال عقل بیماری پارکینسون همپوشانی وجود دارد. ژن APOE دارای سه واریانت مختلف است. نوعِ اپسیلون۴ (ε4) یک عامل خطر برای دِمانس با اجسام لویی و بیماری آلزایمر است، در حالی که نوعِ  اپسیلون۲ (ε2) می‌تواند عاملی برای جلوگیری از ابتلا به این بیماری‌ها باشد. همچنین جهش در ژن سازندهٔ گلوکوسربروزیداز، که نوعی آنزیم لیزوزومی است، با دِمانس با اجسام لویی و بیماری پارکینسون مرتبط است. به‌ندرت، جهش در ژن SNCA (ژن کدکنندهٔ آلفا-سینوکلئین) یا ژن سازنده LRRK2 (که نوعی آنزیم کیناز است) می‌تواند باعث ایجاد هر یک از بیماری‌های دِمانس با اجسام لویی، آلزایمر، پارکینسون یا زوال عقلِ پارکینسون شود؛ این مسئله نشان می‌دهد که برخی از آسیب‌های ژنتیکیِ مشترک، ممکن است زمینه‌ساز هر چهار بیماری باشند.
بیشترین خطر ابتلا به زوال عقل با اجسام لویی در سن بالای ۵۰ سال است. داشتن اختلال رفتاری خواب REM یا بیماری پارکینسون، خطر بیشتری برای ابتلا به دِمانس با اجسام لویی ایجاد می‌کند. مبتلا شدن به دِمانس با اجسام لویی با هیچ عامل خاصی در سبک زندگی، مرتبط دانسته نشده‌است. عوامل خطری که موجب تسریع پیشرفت اختلال رفتاری خواب REM به سینوکلئینوپاتی می‌شود، شامل اختلال در دیدِ رنگی یا توانایی بویایی، اختلال شناختی خفیف و ترشح غیرطبیعی دوپامینرژیک (تشخیص با استفاده از تصویربرداری) است.

## پاتوفیزیولوژی

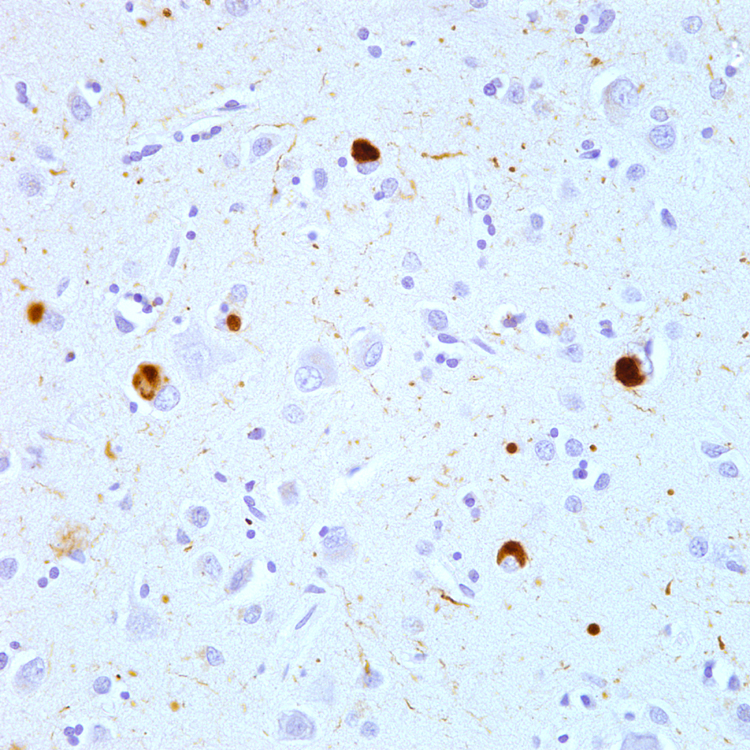
یک فتومیکروگرافی که آلفا سینوکلئین‌های رنگ‌آمیزی شده با رنگ قهوه‌ای در اجسام لویی (توده‌های بزرگ) و نوریت‌های لویی (ساختارهای نخ‌مانند) در بافت نئوکورتکس فردی که با بیماری زوال عقل اجسام لویی فوت کرده‌است را نشان می‌دهد.

مشخصه زوال عقل با اجسام لویی، ایجاد مجموعه‌های غیرطبیعی از پروتئین آلفا سینوکلئین در نورون‌های مغزیِ بیمار است که به صورت اجسام لویی یا نوریت‌های لویی ظاهر می‌شوند. با تشکیل این توده‌های پروتئین، عملکرد مطلوب نورون‌ها کاهش یافته و در نهایت می‌میرند. از دست دادن نورون در جریان این بیماری منجر به اختلال عملکرد شدید دوپامین و آسیب کولینرژیکی می‌شود؛ انتقال دهنده‌های عصبی دیگر نیز ممکن است تحت تأثیر قرار گیرند، اما بررسی کمتری روی آن‌ها صورت گرفته‌است. آسیب در مغز گسترده بوده و بسیاری از حوزه‌های عملکردی را تحت تأثیر قرار می‌دهد. گمان می‌رود از دست دادن نورون‌های تولیدکننده استیل‌کولین عامل زوال حافظه و یادگیری و مرگ نورون‌های تولیدکننده دوپامین، عامل اختلال‌های رفتاری، شناختی، خلق و خو، حرکت، انگیزه و خواب باشد. میزان آسیب عصبی ایجاد شده به وسیله اجسام لویی، یک عامل کلیدی و تعیین‌کننده در اختلالات زوال عقل با اجسام لویی به‌شمار می‌آید.
مکانیسم‌های دقیقی که در این بیماری مؤثرند به خوبی درک نشده و دربارۀ آنها اختلاف نظر وجود دارد. نقش رسوبات آلفا سینوکلئین در این بیماری نامشخص است، زیرا افرادی که هیچ نشانه‌ای از زوال عقل با اجسام لویی نداشتند بعد از انجام کالبدگشایی، دارای آسیب عصبی پیشرفته به واسطهٔ آلفا سینوکلئین‌ها بودند. رابطه بین اختلالات عصبی ایجاد شده توسط اجسام لویی و مرگ سلولی گسترده مغزی، همچنان مورد اختلاف بوده و مشخص نیست بیماری در اثر آسیبِ بین سلولی گسترش می‌یابد یا از الگوی متفاوتی پیروی می‌کند. سازوکارهایی که به مرگ سلولی کمک می‌کنند، چگونگی پیشرفت بیماری از طریق سلول‌های مغز و زمان‌بندی زوال شناختی، هیچ‌کدام به درستی درک نشده‌اند و هیچ مدلی برای نشان دادن نورون‌ها و نواحی خاص مغزی که تحت تأثیر قرار می‌گیرند، وجود ندارد.
مطالعات کالبدگشایی و تصویربرداریِ آمیلوئید با استفاده از ترکیب پیتزبورگ بی نشان داد آسیب‌شناسی پروتئین تاو و پلاک‌های آمیلوئیدی، که از نشانه‌های بیماری آلزایمر محسوب می‌شوند، در دِمانس با اجسام لویی نیز رایج هستند و نسبت به زوال عقل بیماری پارکینسون شایع‌تر هستند. رسوبات آمیلوئید بتا در تائوپاتی‌ها نیز یافت می‌شوند (بیماری‌های نورودِژِنِراتیو که مشخصۀ آنها توده‌های نوروفیبریلار پروتئین تاوِ فسفریله است)، اما مکانیسم اساسی زوال عقل اغلب مختلف است و آمیلوئید بتا تنها یکی از عوامل ایجاد زوال عقل با اجسام لویی به‌شمار می‌آید.
یک فرضیۀ آسیب‌شناختی پیشنهادی برای توضیح بروز اختلال رفتاری خواب در این بیماری، نقش نورون‌های تنظیم‌کننده خواب با حرکت سریع چشم در تشکیلات مشبک است. اینگونه اختلال رفتاری خواب ممکن است چندین دهه زودتر از سایر نشانه‌ها در این بیماران ظاهر شود، زیرا نورون‌های بخش‌های مختلف مغز، پیش از فراگیر شدن آسیب اجسام لویی، تحت تأثیر برهم خوردن کارکرد نورون‌های دیگر نواحی مغز قرار می‌گیرند.

## تشخیص
زوال عقل با اجسام لویی را تنها می‌توان به‌طور قطعی پس از مرگ با کالبد شکافی مغز (یا در موارد نادر خانوادگی، از طریق آزمایش ژنتیکی) تشخیص داد، بنابراین تشخیص بیماری در فردی که هنوز زنده است، به صورت «محتمل» یا «ممکن» مطرح می‌شود.
تشخیص این بیماری گاهی چالش‌برانگیز است زیرا طیف گسترده‌ای از علائم و نشانه‌ها با سطوح مختلفِ شدت در هر فرد وجود دارد. این بیماری در غالب موارد اشتباه تشخیص داده می‌شود یا در مراحل اولیه، با بیماری آلزایمر اشتباه گرفته می‌شود. بسیاری از افراد مبتلا (همچون مبتلایان به آلزایمر، پارکینسونیسم و سایر زوال عقل‌ها) تشخیص اولیه نادرستی را دریافت می‌کنند که گاهی تا چندین سال منجر به کاهش حمایت اجتماعی، افزایش ترس و عدم اطمینان به پزشک می‌شود. مقایسه میزان تشخیص قطعی بیماری در مطالعات کالبدشکافی با مواردی که به‌طور بالینی تشخیص داده شده‌اند، نشان می‌دهد که از هر سه مورد دِمانس با اجسام لویی، ممکن است یک مورد تشخیص داده نشود. مسئلهٔ دیگر که سبب پیچیده بودن تشخیص دِمانس با اجسام لویی می‌شود، همراهی این بیماری با آلزایمر است. کالبدشکافی‌های صورت گرفته نشان می‌دهد، نیمی از افراد مبتلا به این بیماری، دارای درجاتی از تغییرات مربوط به آلزایمر در مغزشان هستند که طیف گسترده‌ای از علائم و مشکلات تشخیصی را ایجاد می‌کند.
زندگی کردن با تشخیص و پیش‌آگهی نامشخص، نگرانی‌ای است که از زبان افراد مبتلا به این بیماری و مراقبان آنها بیان می‌شود. علاوه بر این، مشکل در دستیابی به تشخیص درست و همچنین تعامل‌های متفاوت با متخصصان مراقبت‌های بهداشتی، از تجربیات رایج بیماران است. حتی هنگامی که زوال عقل تشخیص داده شود، مشکلاتی برای یافتن پزشک متخصص جهت درمان و مدیریت دِمانس با اجسام لویی وجود دارد. علیرغم دشواری‌های موجود، تشخیص سریع بیماری به‌دلیل خطرات جدی حساسیت به داروهای ضد روان‌پریشی و اهمیتِ آگاهی فرد مبتلا و مراقبان فرد در مورد عوارض جانبی این داروها مهم است. مدیریت این بیماری در مقایسه با بسیاری از بیماری‌های دیگر زوال عصبی دشوارتر است، بنابراین تشخیص دقیق اهمیت بالایی دارد.

### معیارها

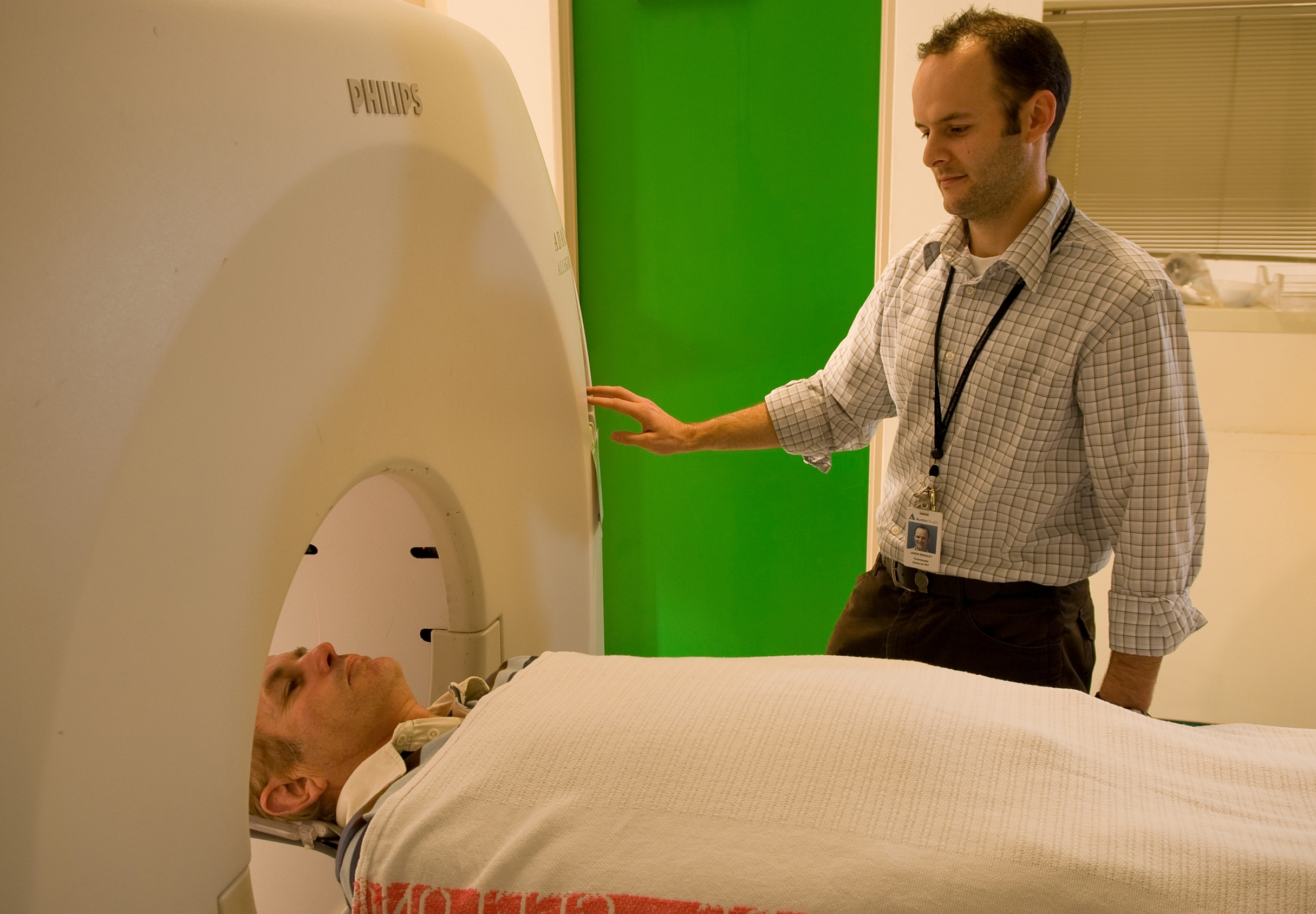
برای مثال، در توموگرافی انتشار پوزیترون، استفاده از ترکیب پیتزبورگ بی برای تشخیص دِمانس با اجسام لویی مفید است.

چهارمین گزارش کنسرسیوم زوال عقل با اجسام لویی که در سال ۲۰۱۷ برگزار شد؛ معیارهای تشخیصی را برای دِمانس با اجسام لویی احتمالی مشخص نمود و پیشرفت‌های تشخیصی و معیارهای جدیدی را نسبت به کنسرسیوم سوم (در سال ۲۰۰۵) تعیین کرد. معیارهای مشخص شده در سال ۲۰۱۷ بر اساس ویژگی‌های بالینی ضروری، اصلی، حمایتی و نشانگرهای زیستی-تشخیصی تنظیم شده‌است.
ویژگی اساسی دِمانس با اجسام لویی، زوال عقل است. زوال عقل باید آنقدر شدید باشد که در عملکرد اجتماعی یا شغلی تداخل ایجاد کند.
چهار ویژگی اصلی بالینی بیماری (در بخش علائم و نشانه‌ها توضیح داده شد) نوسان شناختی، توهمات بینایی، اختلال رفتار خواب REM و علائم پارکینسونیسم و ویژگی‌های بالینیِ حمایتی نیز شامل حساسیت مشخص به داروهای ضد روان پریشی، اختلال عملکرد اتونومی، توهمات غیر بصری، پرخوابی (خواب‌آلودگی بیش از حد)، هیپوسمی (کاهش توانایی بویایی)، باورها و توهمات نادرست که حول یک موضوع مشترک سازماندهی شده‌اند، بی‌ثباتی وضعیتی، از دست دادن هوشیاری و زمین‌خوردن مکرر، بی‌تفاوتی، اضطراب و افسردگی است.
هنوز نشانگرهای زیستی سرراست و قابل اندازه‌گیری در آزمایشگاه، برای تشخیص این بیماری موجود نیست، اما چندین روش غیرمستقیم می‌تواند به تشخیص کمک کند. زیست‌نشانگرهای تشخیصی عبارتند از:
- کاهش جذب ناقل دوپامین در عقده‌های قاعده‌ای که با استفاده از تصویربرداری پت‌اسکن و  اسپکت مشخص می‌شود.
- جذب کم ید-۱۲۳-آیوبنگوان[س] هنگام تهیهٔ سینتی‌گرافی از میوکارد
- از دست دادن آتونی (انقباض عضلات کل بدن) در طول خواب با حرکت سریع چشم که به‌وسیله پلی‌سومنوگرافی تشخیص داده می‌شود.

زیست‌نشانگرهای تشخیصی حمایتی (به‌دست آمده از مطالعات تصویربرداری مغزی پت‌اسکن ،اسپکت، سی‌تی اسکن، ام‌آر‌ای یا مانیتورینگِ نوار مغزی) نیز شامل عدم آسیب در لوب گیجگاهی داخلی (در آلزایمر احتمال آسیبِ بیشتر وجود دارد)، کاهش فعالیت لوب پس‌سری و افزایش فعالیت مغز در خواب امواج آهسته (هنگام تصویربرداری با نوار مغزی) می‌شود.
دِمانس با اجسام لویی را زمانی می‌توان تشخیص داد که زوال عقل و دستکم «دو ویژگی اصلی» یا «یک ویژگی اصلی و دستکم یک زیست‌نشانگر تشخیصی» با یکدیگر همراه باشند. تشخیص «احتمالی» نیز زمانی مطرح می‌شود که زوال عقل و فقط یک ویژگی اصلی یا در صورت نبود هیچ ویژگی اصلی، حداقل یک زیست‌نشانگر تشخیصی که در بالا ذکر گردید، وجود داشته باشد.
این بیماری بر اساس بازۀ زمانی که در آن علائم دِمانس نسبت به علائم پارکینسون ظاهر می‌شود، از زوال عقلِ پارکینسون تمایز می‌یابد. دِمانس با اجسام لویی معمولاً زمانی تشخیص داده می‌شود که نشانه‌های اختلالات شناختی قبل یا همزمان با علائم حرکتی پارکینسون آغاز گردد؛ اما دِمانس بیماری پارکینسون زمانی تشخیص داده می‌شود که وجود بیماری پارکینسون قبل از وقوع زوال عقل ثابت شده باشد (شروع زوال عقل بیش از یک سال از زمانِ آغاز علائم پارکینسون باشد). این تمایز که به صورت قراردادی «قانون یک ساله» شناخته می‌شود، همپوشانی بین این بیماری‌ها را به همراه تفاوت‌های کلیدی آشکار می‌نماید، امکان تغییر در درمان و پیش آگهی را فراهم می‌کند و چارچوب تحقیقات مختلف، حول بیماری را شکل می‌دهد.
زوال عقل با اجسام لویی در کتابچه راهنمای تشخیصی و آماری اختلالات روانی، ویرایش پنجم (دی‌اس‌ام-۵) تحتِ عنوانِ «اختلال عصبی-شناختی عمده یا خفیف با اجسام لویی» فهرست شده‌است. تفاوت‌های بین معیارهای تشخیصی «کنسرسیوم دِمانس با اجسام لویی» و دی‌اس‌ام-۵ عبارتند از:
1. دی‌اس‌ام جذب ناقل دوپامین کم را به‌عنوان یک ویژگی حمایتی ارزیابی نمی‌کند.
2. وزن تشخیصی مشخصی برای زیست‌نشانگرها در دی‌اس‌ام در نظر گرفته نشده‌است.

همچنین زوال عقل با اجسام لویی توسط سازمان جهانی بهداشت ویرایش آی‌سی‌دی-۱۱ در طبقه‌بندی بین‌المللی آماری بیماری‌ها، فصل ششم، به عنوان اختلالات عصبی رشدی، «کد ۶دی۸۲» طبقه‌بندی شده‌است.

### بررسی بالینی و آزمایشگاهی
تست‌های تشخیصی را می‌توان برای تعیین برخی از ویژگی‌های این بیماری و تمایز آنها از نشانه‌های سایر بیماری‌ها استفاده کرد. تشخیص ممکن است شامل گرفتن سابقه پزشکی فرد، معاینه بالینی و ارزیابی عملکرد عصبی باشد. آزمایش‌هایی مانند تصویربرداری مغزی، آزمایش عصبی-روانشناختی (برای رد بیماری‌هایی که ممکن است علائم مشابه ایجاد کنند)، ارزیابی عملکرد مهارت‌های شناختی، مطالعات خواب و ماهیچهٔ قلب با استفاده از سینتی‌گرافی نیز صورت می‌پذیرد. پزشکان با استفاده از نتایج آزمایشگاهی سایر بیماری‌هایی که نشانه‌هایی مشابه زوال عقل دارند، مانند عملکرد غیرطبیعی غده تیروئید، سیفلیس، اچ‌آی‌وی و کمبود ویتامین را تا حد امکان رد می‌کنند.

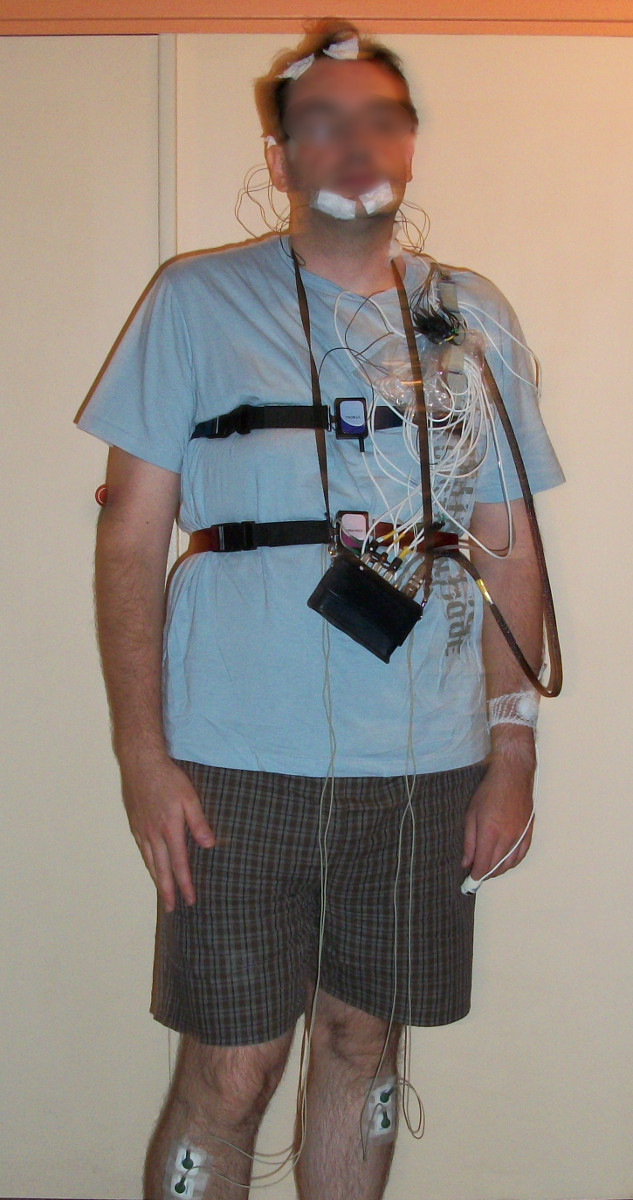
بزرگسال متصل به حسگر‌های پلی‌سومنوگرافی

آزمون‌هایی نیز جهت غربالگری زوال عقل مورد استفاده قرار می‌گیرند که از آن میان می‌توان به آزمون کوتاه وضعیت ذهنی و آزمون ارزیابی شناختی مونترال اشاره کرد. الگوی اختلالات شناختی در این بیماری از سایر دِمانس‌ها مانند آلزایمر، متمایز است. آزمون کوتاه وضعیت ذهنی عمدتاً برای اختلالات حافظه و زبان، که معمولاً در دِمانس‌های دیگر دیده می‌شود، مورد استفاده قرار می‌گیرد اما برای ارزیابی شناختی در دِمانس‌های مرتبط با اجسام لویی - که در آن تنها عملکرد بینایی، فضایی و اجرایی قابل بررسی است - چندان مناسب نیست. تست مونترال می‌تواند برای ارزیابی عملکرد شناختی در دِمانس با اجسام لویی مناسب‌تر باشد و در کنار مقیاس ارزیابی بالینی نوسانات و امتیاز ترکیبی نوسانات مایو به درک زوال شناختی مرتبط با این بیماری کمک کند. از آزمون‌های بررسی توجه مانند بازه ارقام (حفظ یک دنباله عددی)، دنباله هفتایی و محدوده فضایی نیز برای غربالگری اولیه استفاده می‌شود؛ همچنین خرده‌آزمونِ دنباله رقمی اصلاح‌شده در تست هوش بزرگسالان وکسلر، برای تشخیص نقص توجه در این بیماری به‌کار می‎رود. برای ارزیابی عملکرد اجرایی نیز از تست ارزیابی لوب پیشانی، تست استروپ و تست مرتب‌سازی کارت ویسکانسین و بسیاری از ابزارهای و آزمون‌هایِ دیگرِ غربالگری استفاده می‌کنند.
اگر پارکینسونیسم و زوال عقل تنها ویژگی‌های موجود در فرد بوده و پزشک به زوال عقل با اجسام لویی مشکوک باشد، می‌توان با انجام تصویربرداری پت‌اسکن یا اسپکت کاهش ترشح ناقل دوپامین را در مغز نشان داد. اگر بتوان سایر اختلالاتی را که منجر به کاهش جذب ناقل دوپامین می‌شود رد کرد، زوال عقل با اجسام لویی محتمل‌ترین بیماری برای تشخیص است.
برای تشخیصِ اختلال رفتاری خواب با حرکت سریع چشم، از بررسی چرخه خواب به‌وسیله پلی‌سومنوگرافی یا در صورت عدم انجام مطالعات خواب، با بررسی سابقه پزشکی و پرسشنامه‌های معتبر تشخیص داده می‌شود. در افراد مبتلا به زوال عقل با سابقه RBD، تشخیص احتمالی این بیماری را می‌توان حتی بدون هیچ ویژگی اصلی یا نشانگر زیستی دیگری بر اساس مطالعه خواب که «خواب REM بدون آتونی» را نشان دهد، توجیه کرد زیرا اختلال رفتاری خواب با حرکت سریع چشم یکی از پیش‌بینی‌کننده‌ترین علائم زوال عقل با اجسام لویی است. البته اختلالات مشابه RBD، مانند آپنهٔ خواب شدید و اختلال حرکتی دوره‌ای اندام، باید برای تصمیم‌گیری در رابطه با ابتلا و تشخیص صحیح رد شوند. ارزیابی و درمان سریع اینگونه اختلال رفتاری خواب زمانی اهمیت می‌یابد که سابقه قبلی خشونت یا آسیب در خواب وجود داشته باشد، زیرا احتمال رفتارهای خشونت‌آمیز در پاسخ به رویاهای آتی را ممکن است افزایش دهد. گاهی افراد مبتلا نمی‌توانند سابقه‌ای از رفتارهایی که هنگام خواب انجام می‌دهند، ارائه دهند، بنابراین برای بررسی رفتارهای صورت گرفته، با خانواده فرد نیز مشورت می‌شود. تک سؤال اختلال رفتاری خواب REM در زمان نبود شرایط آزمایش پلی‌سومنوگرافی، ویژگی‌های تشخیصی را با یک سؤال بررسی می‌کند:
«آیا تا به حال به شما گفته شده یا به خودتان مشکوک شده‌اید که رفتارهایی هنگام خواب مانند مشت زدن، تکان دادن بازوها در هوا و دویدن را انجام می‌دهید در حالی که در خواب کامل بوده و از آن بی‌اطلاع هستید؟»
از آنجایی که برخی از افراد مبتلا به اینگونه اختلال خواب، زوال عقل با اجسام لویی ندارند، یافته‌های طبیعی از مطالعه خواب به تنهایی نمی‌تواند این بیماری را رد کند.
از سال ۲۰۰۱، جذب کم ید۱۲۳-آیوبنگوان هنگام تهیهٔ سینتی‌گرافی از ماهیچهٔ قلب برای تشخیص این بیماری در آسیای شرقی (عمدتا ژاپن)، استفاده می‌شود؛ اما در ایالات متحده آمریکا انجام نمی‌گیرد. آیوبنگوان توسط پایانه‌های عصبی سمپاتیک جذب (مانند پایانه‌هایی که قلب را عصب‌دهی می‌کنند) و توسط سینتی‌گرافی با ید۱۲۳ رادیواکتیو، برچسب‌گذاری ایزوتوپی می‌شود. اختلال عملکرد اتونومیک ناشی از آسیب به اعصاب قلب در بیماران مبتلا به دِمانس با اجسام لویی با جذب کمتر ۱۲۳ید-آیوبنگوان  از قلب همراه است، به‌همین علت استفاده از این روش تشخیصی می‌تواند برای مشخص نمودن ابتلای فرد مفید باشد.
هیچ آزمایش ژنتیکی برای تعیین اینکه یک فرد ممکن است در آینده به این بیماری مبتلا شود، وجود ندارد و طبق معیارهای انجمن زوال عقل با اجسام لویی، آزمایش ژنتیکی به‌طور معمول توصیه نمی‌شود، زیرا تنها موارد نادری از این بیماری ارثی هستند.

### تشخیص افتراقی
بسیاری از بیماری‌های تخریب‌کننده عصبی، علائم شناختی و حرکتی مشابه با این بیماری دارند. تشخیص افتراقی شامل بیماری آلزایمر، سینوکلئینوپاتی‌هایی مانند زوال عقل بیماری پارکینسون، بیماری پارکینسون، زوال عقل عروقی، آتروفی سیستم چندگانه، فلج فوق هسته‌ای پیشرونده، دژنراسیون کورتیکوبازال و سندرم کورتیکوبازال است.
علائم این بیماری گاهی به آسانی با دلیریوم اشتباه گرفته می‌شود یا در مواقع معدودی فکر می‌کنند بیمار دچار روان‌پریشی است. علائم مختلفی برای تشخیص پرودروم بیماری با شروع نشانه‌های شبیه به دلیریوم و حملات روانی پیشنهاد شده‌است. تشخیص نادرست ابتلا به دلیریوم، به دلیل خطراتی که مصرف داروهای ضد روان‌پریشی برای افراد مبتلا به این بیماری دارد، یک نگرانی مهم بوده، به همین علت بررسی دقیق ویژگی‌هایی که می‌تواند مبتلایان به این بیماری را از افراد مبتلا به دلیریوم تفاوت دهد، ضروری است. تصویربرداری پت‌اسکن یا اسپکت که کاهش جذب ناقل دوپامین را نشان می‌دهد، می‌تواند به افتراق این بیماری از دلیریوم کمک کند.
آسیب‌شناسی اجسام لویی نشان‌دهنده درگیری دستگاه عصبی خودمختار محیطی است. اختلال عملکرد اتونوم کمتر در زوال عقل ناشی از آلزایمر، زوال عقل پیشانی گیجگاهی یا دمانس عروقی مشاهده می‌شود، بنابراین وجود آن می‌تواند به تمایز این بیماری‌ها از دیگر موارد کمک کند؛ همچنین تصاویر ام‌آر‌آی بیشتر مواقع ناهنجاری‌هایی را در مغز افراد مبتلا به دمانس عروقی نشان می‌دهند که ممکن است به‌طور ناگهانی آغاز گردد، اما این عارضه در مبتلایان به زوال عقل با اجسام لویی دیده نمی‌شود.

#### بیماری آلزایمر
زوال عقل با اجسام لویی حتی در مراحل آغازین خود، از آلزایمر قابل افتراق است. در اوایل ابتلا به آلزایمر، اختلال حافظه کوتاه‌مدت دیده می‌شود که یک ویژگی برجسته در تشخیص افتراقی به حساب می‌آید. همچنین نوسانات توجه، که یکی از علائم اصلی و در بیشتر موارد، اولین نشانهٔ زوال عقل با اجسام لویی است، کمتر رخ می‌دهد. برخلاف آلزایمر، که در آن هیپوکامپ یکی از نخستین بخش‌های مغز است که تحت تأثیر زوال قرار می‌گیرد و از دست دادن حافظه رویدادی (مربوط به رمزگذاری خاطرات) معمولاً نخستین علامت آن است؛ اختلال حافظه به‌صورت تدریجی در دِمانس با اجسام لویی به وجود می‌آید. در صورت وجودِ اختلال شناختی خفیف آمنستیک در افراد (که در آن از دست دادن حافظه علامت اصلی است)، احتمال پیشرفت بیماری به سمت آلزایمر بیشتر است، در حالی که افرادی که دارای اختلال شناختی خفیف غیر آمنستیک هستند (اختلالات در حوزه‌های زبانی و عملکرد دیداری-فضایی برجسته‌‍تر است) بیشتر به سوی دِمانس با اجسام لویی پیشرفت می‌کنند. از دست دادن حافظه در دمانس با اجسام لویی، پیشرفت متفاوتی نسبت به آلزایمر دارد، زیرا بخش‌های پیشانی و اتصال گیجگاهی-آهیانه‌ای در مغز درگیر می‌شود. عامل تفکیک‌کننده دیگر حافظه کلامی است که در آلزایمر آسیب کمتری می‌بیند.
۷۴٪ از افراد مبتلا به این بیماری، که توسط کالبدشکافی تأیید شدند، نقص در برنامه‌ریزی و سازماندهی افکار داشتند، در حالی که این مسئله فقط در ۴۵٪ از افراد مبتلا به آلزایمر مشاهده شد. نقص‌های پردازش دیداری-فضایی که در اکثر افراد مبتلا وجود دارند، زودتر از آلزایمر ظاهر می‌شوند و واضح‌تر هستند. توهمات معمولاً در اوایل دوره ابتلا به این بیماری رخ می‌دهد، اما در مراحل آخر آلزایمر بروز می‌کنند. بررسی‌های آسیب‌شناختی آلزایمر نشان داد، سرعت زوال عصبی در آلزایمر بیشتر از این بیماری است. همچنین آزمایش مایع مغزی-نخاعی «الگوی ابتلایی آلزایمر» را پروتئین تاوِ بیشتر و آمیلوئید بتایِ کمتر در نورون‌ها نشان داد.
تصویربرداری پت‌اسکن یا اِسپکت برای تشخیص کاهش جذب ناقل دوپامین و افتراق این بیماری از آلزایمر کاربرد دارد. آتروفی (تحلیل) شدید هیپوکامپ در آلزایمر بیشتر دیده شده‌است، تصاویر ام‌آرآی قبل از ایجاد دِمانس (در طول مرحله اختلال شناختی خفیف)، حجم طبیعی هیپوکامپ را نشان می‌دهند؛ اما پس‌از ایجاد دِمانس، این تحلیل‌رفتگی در میان افراد مبتلا به آلزایمر بیشتر دیده می شود و افراد مبتلا به دِمانس با اجسام لویی حجم مغزی‌شان در طول زمان کاهش آهسته‌ترِی نسبت به مبتلایان به آلزایمر دارند. همچنین هنگام اسکن مغزی پت اسکن با فلوئور ردیاب، علامت جزیره‌ای سینگولیت یکی از مشخصه‌های ابتلا به این بیماری بوده و قابل تمایز از بیماری آلزایمر است.
در شرق آسیا، به ویژه ژاپن، ۱۲۳ید-آیوبنگوان در تشخیص افتراقی این بیماری از آلزایمر مورد استفاده قرار می‌گیرد، زیرا کاهش جذب این ماده در اعصاب قلب تنها در اختلالات مرتبط با اجسام لویی دیده می‌شود. همچنین سایر نشانگرهای زیستی و حمایتی در تشخیص دِمانس با اجسام لویی و آلزایمر (حفظ ساختارهای لوب گیجگاهی، کاهش فعالیت لوب پس‌سری و افزایش فعالیت مغز در خواب SWS) مفید هستند.

#### سینوکلئینوپاتی‌ها
دمانس با اجسام لویی، زوال عقلِ پارکینسون و بیماری پارکینسون، پس از بروز زوال عقل از نظر بالینی مشابه هستند. هذیان در زوال عقلِ بیماری پارکینسون کمتر از دمانس با اجسام لویی مشاهده می‌شود و افراد مبتلا به پارکینسون معمولاً کمتر درگیر توهمات بینایی هستند. بروز لرزش در هنگام استراحت در دمانس با اجسام لویی نسبت به بیماری پارکینسون کمتر است و علائم پارکینسونیسم هم در اولی متوازن‌تر نمایان می‌شود. در آتروفی سیستم چندگانه، اختلال عملکرد اتونومیک زودتر ظاهر می‌شود، شدیدتر بوده و با حرکات ناهماهنگ همراه است، در حالی که توهمات بینایی و نوسان شناختی کمتر در زوال عقل با اجسام لویی رخ می‌دهد. همچنین مشکلات ادراری یکی از علائم اولیه همراه با آتروفی سیستم چندگانه بوده و اغلب به صورت شدید بروز می‌کنند.

#### زوال عقل پیشانی-گیجگاهی
سندرم کورتیکوبازال، زوال عصبی کورتیکوبازال، فلج فوق هسته‌ای پیشرونده و زوال عقل پیشانی-گیجگاهی اختلالاتی با ویژگی‌های پارکینسونیسم و اِشکال در مهارت‌های شناختی هستند. همچون زوال عقل با اجسام لویی، تصویربرداری ممکن است کاهش جذب ناقل دوپامین را در این بیماری‌ها نشان دهد. سندرم و زوال عصبی کورتیکوبازال و فلج فوق‌هسته‌ای پیشرونده معمولاً با سابقه پزشکی و معاینه از این بیماری متمایز می‌شوند. برای مثال یکی از مشخصه‌های سندرم کورتیکوبازال، نامتقارن بودن حرکات بدن هنگام راه رفتن است. در رایج‌ترین انواع فلج فوق‌هسته‌ای پیشرونده، تفاوت‌هایی در وضعیت، نگاه و حالات صورت وجود دارد و افتادن به سمت عقب نسبت به دِمانس با اجسام لویی شایع‌تر است. همچنین توهمات بینایی و نوسانات شناختی که در زوال عقل با اجسام لویی دیده می‌شوند، هنگام ابتلا به زوال عصبی کورتیکوبازال و فلج فوق‌هسته‌ای پیشرونده غیرعادی هستند.

## مدیریت بیماری
مراقبت‌های تسکینی-درمانی برای بهبود علائم و نشانه‌های این بیماری ارائه می‌شود، اما درمان یا روشی در حال حاضر وجود ندارد که بتواند پیشرفت سریع این بیماری را کُند، متوقف یا بهبود بخشد. اگرچه دونپزیل در ژاپن و فیلیپین برای درمان آن مجوز دارد. هیچ دارویی برای مدیریت این بیماری، تا سال ۲۰۲۳ توسط سازمان غذا و داروی آمریکا تأیید نشده‌است، به‌طور کلی بررسی‌های کمی در مورد بهترین مدیریت برای علائم غیر حرکتی مانند اختلالات خواب و دیس‌اُتونومی انجام شده‌است؛ همچنین بیشتر اطلاعات دربارهٔ مدیریت اختلال عملکرد اتونومیک، که در مبتلایان این بیماری نیز دیده می‌شود، بر اساس مطالعات افراد مبتلا به بیماری پارکینسون صورت پذیرفته‌است.
مدیریت این بیماری به‌دلیل نیاز به درمان متعادلِ همهٔ نشانه‌ها، مانند اختلال عملکرد شناختی، ویژگی‌های عصبی-روانی، اختلالات مربوط به سیستم حرکتی و سایر علائم غیر حرکتی، چالش‌برانگیز است. افراد مبتلا، علائم بسیار متفاوتی دارند که در طول زمان دچار نوسان می‌شود و گاهی درمان یک علامت، علامت دیگری را تشدید می‌کند. مراقبت غیربهینه ممکن است ناشی از عدم هماهنگی بین پزشکانی باشد که علائم مختلف بیماری را درمان می‌کنند. به همین علت یک رویکرد چند رشته‌ای و تشخیص زودهنگام و دقیق که شامل آموزش و حمایت از مراقبان است، در درمان و مدیریت این بیماری نقش حیاتی دارد.

### دارو درمانی
«دشوارترین تصمیم در مدیریت درمان زوال عقل با اجسام لویی، مربوط به استفاده از داروهای ضد روان‌پریشی است… این بیماران به‌طور ویژه در معرض خطر عوارض و مرگ‌ومیر ناشی از این داروها هستند.» 

—بی.پی. بوت (۲۰۱۵)، درمان جامع زوال عقل با اجسام لویی
مدیریت دارویی بیماری به علت اثرات نامطلوب داروها، پیچیده‌است، زیرا طیف گسترده‌ای از علائم، نیازمند درمان هستند (شناختی، حرکتی، عصب روان‌پزشکی، خودمختاری و خواب). داروهایی که عوامل آنتی‌کولینرژیک و دوپامینرژیک را تنظیم می‌کنند ممکن است اثرات نامطلوبی در مبتلایانی که دچار روان‌پریشی هستند، داشته باشند و داروهایی که برای درمان روان‌پریشی استفاده می‌شوند و دارای ترکیبات ناسازگارند، خطرات زیادی را برای این بیماران به وجود می‌آورند. نمونه دیگر، مهارکننده‌های استیل‌کولین استراز هستند که برای کاهش اختلالات شناختی تجویز می‌شوند و می‌توانند عوارض جانبی متعددی در علائم دیس‌اتونومی ایجاد کنند. همچنین درمان علائم حرکتی با آگونیست‌های دوپامین ممکن است علائم عصبی-روانی را بدتر کند و درمان توهمات و بیماری‌های روانی با داروهای ضد روان‌پریشی باعث بروز عوارض مختلف و گاهی مرگ می‌شود.
در استفاده از داروهای ضد روان‌پریشی در این بیماران، به‌دلیل حساسیت به برخی از ترکیبات این داروها، احتیاط بسیاری صورت می‌گیرد.  واکنش‌های شدید و تهدیدکننده زندگی تقریباً در نیمی از مبتلایان رخ می‌دهد و ممکن است حتی پس از مصرف یک دوز از این داروها، منجر به مرگ شود؛ به همین علت تنها از داروهای ضد روان‌پریشی مسدودکنندهٔ گیرندهٔ D2 دوپامین، آن هم به صورت محدود و اندک، استفاده می‌شوند. پژوهشگران بر این باورند که بیشتر مواقع، استفاده نکردن از داروهای اعصاب، با وجود اختلالات روانی، بهترین اقدام است. افراد مبتلا به زوال عقل با اجسام لویی که داروهای اعصاب مصرف می‌کنند، در معرض خطر ابتلا به سندرم نورولپتیک بدخیم (که یک عارضۀ مرگبار است) قرار می‌گیرند. هیچ شواهدی برای حمایت از اثربخشی داروهای ضد روان‌پریشی برای درمان زوال عقل اجسام لویی وجود ندارد و ممکن است در صورت استفاده در افراد مسنِ مبتلا به زوال عقل، خطر اضافی سکته مغزی را نیز به همراه داشته باشد.
داروهایی با خواص آنتی‌کولینرژیک که از سد خونی مغزی عبور می‌کنند (از جمله داروهای ضدافسردگی سه‌حلقه‌ای و داروهای بی‌اختیاری ادرار)، ممکن است سبب از دست دادن حافظه شوند. همچنین داروهای آنتی‌هیستامین، دیفن‌هیدرامین (بنادریل)، داروهای خواب مانند زولپیدم و بنزودیازپین‌ها ممکن است گیجی یا علائم عصبی-روانی را وخیم‌تر کنند. در افراد مبتلا به زوال عقل اجسام لویی، برخی از داروهای عمومی بیهوشی نیز باعث سردرگمی یا هذیان هنگام بیدار شدن از خواب می‌شوند و معمولاً زوال دائمی را به‌همراه دارند.

#### علائم شناختی
شواهد قوی برای استفاده از مهارکننده‌های استیل‌کولین استراز در درمان مشکلات شناختی وجود دارد. این داروها شامل ریواستیگمین و دونپزیل هستند و به‌عنوان نخستین داروهای تجویزی برای این بیماری در بریتانیا شناخته می‌شوند. حتی زمانی که مهارکننده‌های استیل‌کولین استراز منجر به بهبود علائم شناختی نشوند، افرادی که از آنها استفاده می‌کنند، ممکن است به‌طور کلی بیماری با وخامت کمتری داشته باشد، اگرچه اثرات نامطلوب گوارشی در زمان مصرف این داروها وجود دارد. استفاده از این داروها، موجب کاهش اثرات نامطلوب بیماری، کاهش زحمت مراقبان و بهبود فعالیت‌های روزمره زندگی می‌شود. مصرف مهارکننده‌های استیل‌کولین استراز باید با دقت آغاز شود زیرا ممکن است اختلال عملکرد اتونومیک یا اختلالات خواب را تشدید کند. شواهد کمتری برای اثربخشی ممانتین در این بیماری وجود دارد، اما به دلیل عوارض جانبی کم، گاهی به تنهایی یا همراه با مهارکننده‌های استیل‌کولین استراز مورد استفاده قرار می‌گیرد. هنگام بروز علائم شناختی از تجویز داروهای آنتی‌کولینرژیک اجتناب می‌کنند چرا که موجب تشدید این علائم می‌شوند.
شواهد علمی گوناگونی برای استفاده از محرک‌هایی مانند متیل‌فنیدات و دکستروآمفتامین برای بهبود هوشیاری در طول روز وجود دارد. اگرچه وخیم شدن علائم عصبی-روانی رایج نیست، اما گاهی موجب افزایش خطر بروز روان‌پریشی می‌گردد. تجویز مدافینیل و آرمودافینیل نیز گاهی برای کاهش خواب‌آلودگی در طول روز مؤثر است.

#### علائم حرکتی
به نظر می‌رسد میزان اثربخشی داروهایی مانند لوودوپا که برای درمان بیماری پارکینسون استفاده می‌شوند، در درمان علائم حرکتی دِمانس با اجسام لویی کمتر است. علاوه بر مشکل یادشده، این داروها گاهی باعث افزایش علائم عصبی-روانی می‌گردند. تقریباً از هر سه فرد مبتلا، یک نفر دچار روان‌پریشی ناشی از لوودوپا می‌شود. اگر چنین داروهایی برای علائم حرکتی مورد نیاز باشد، مصرف محتاطانه با افزایش آهسته دارو تا کمترین دوز ممکن، می‌تواند به جلوگیری از روان‌پریشی کمک کند.
داروی ضد تشنجِ زونیساماید از سال ۲۰۰۹ در ژاپن برای درمان بیماری پارکینسون و از سال ۲۰۱۸ برای درمان پارکینسونیسم در دِمانس با اجسام لویی تأیید شده‌است. با توجه به روش گرید در رتبه‌بندی قطعیت، اطمینان بالایی وجود دارد که این دارو برای درمان علائم حرکتی در زوال عقل با اجسام لویی مؤثر واقع شود.

#### علائم عصبی-روانی
علائم عصبی-روانی این بیماران (پرخاشگری، اضطراب، بی‌تفاوتی، هذیان، افسردگی و توهم) همیشه نیاز به درمان ندارند و در بسیاری از موارد عوارض جانبی داروها، باعث ایجاد این اختلالات می‌شوند. کم شدن مصرف داروها، خود می‌تواند به کاهش برخی از علائم عصبی-روانی کمک کند، به‌عنوان نمونه، نخستین رویکرد درمان توهمات بینایی، کاهش استفاده از داروهای دوپامینرژیک است که گاهی بروز توهم را کاهش می‌دهد. اگر علائم عصبی-روانی جدیدی در مرحله‌ای از بیماری ظاهر شود، استفاده از داروهایی (مانند آنتی‌کولینرژیک‌ها، داروهای ضد افسردگی سه حلقه‌ای، بنزودیازپین‌ها و اپیوئیدها) که ممکن است در ایجاد این علائم نقش داشته باشند، در نظر گرفته می‌شوند.
در میان مهارکننده‌های استیل‌کولین استراز، ریواستیگمین و دونپزیل ممکن است در کاهش علائم عصبی-روانی مؤثر بوده و فراوانی و میزان توهمات را در مرحله‌ای که هنوز شدید نشده‌اند، بهبود بخشند. برای درمان روان‌پریشی و بی‌قراری روانی ناشی از این بیماری، شواهد اندکی از اثربخشی ممانتین، اُلانزاپین و آریپیپرازول و شواهد کمتری برای اثربخشی کوئتیاپین وجود دارد. پژوهش‌های اندکی در مورد استفاده از کلوزاپین برای درمان توهمات بیناییِ بیماران انجام شده (اگرچه در بیماری پارکینسون مؤثر نشان داده شده‌است) و استفاده از آن مستلزم آزمایش منظم خون است.
بی‌تفاوتی را گاهی با تجویز برخی از مهارکننده‌های استیل‌کولین استراز می‌توان درمان نمود و توهم، هذیان، اضطراب و بی‌قراری را نیز کاهش داد. بیشتر داروهایی که برای درمان اضطراب و افسردگی کاربرد دارند، به قدرِ کافی برای استفاده در دِمانس با اجسام لویی بررسی نشده‌اند. داروهای ضدافسردگی ممکن است بر خواب اثر بگذارند و اختلال رفتاری خواب را بدتر کنند. بسته به میزان تحمل دارویی، از میرتازاپین و مهارکننده‌های انتخابی بازجذب سروتونین می‌توان برای درمان افسردگی مبتلایان استفاده کرد مشروط بر آنکه توصیه‌های کلی برای استفاده از داروهای ضد افسردگی در زوال عقل مراعات شود. داروهای ضد افسردگی به سبب خواص آنتی‌کولینرژیکی خود، گاهی موجب تشدید توهم و هذیان می‌شوند. همچنین افراد مبتلا به سندرم کاپگراس ممکن است پاسخ‌های بیولوژیکی نامطلوبی به مهارکننده‌های استیل‌کولین استراز نشان دهند.

#### اختلالات خواب
رفتارهای آسیب‌زا، در زمان از دست رفتن آتونی عضلانی، نخستین اولویت درمانی برای اختلالات خواب است. اختلال رفتاری خواب را می‌توان با ملاتونین یا کلونازپام درمان کرد. داروهای خواب‌آور به‌دقت برای هر فرد مورد ارزیابی قرار می‌گیرند، زیرا خطر زمین‌خوردن، افزایش خواب‌آلودگی در طول روز و کاهش توانایی شناختی را به‌همراه دارند. ملاتونین از وقوع اینگونه اختلالات جلوگیری می‌کند و جایگزین ایمن‌تری نسبت به دیگر داروها به‌شمار می‌رود؛ زیرا کلونازپام، خود ممکن است ایجادکنندهٔ زوال شناختی باشد و آپنه خواب را بدتر کند. برای برخی از افراد نیز مصرف ممانتین مفید است.
مودافینیل به‌طور معمول برای پُرخوابی استفاده می‌شود، اما هیچ شواهدی برای اثربخشی آن در این بیماری وجود ندارد. داروهای ضد افسردگی (مهارکننده انتخابی بازجذب سروتونین, مهارکننده بازجذب سروتونین–نوراپی‌نفرین، سه حلقه‌ای‌ها و بازدارنده منوآمین اکسیداز)، مهارکننده‌های استیل‌کولین استراز، بتا بلاکرها، کافئین و ترامادول نیز سبب تشدید اختلال رفتاری خواب می‌شوند.

#### علائم اتونومیک
گاهی لازم است برای تخفیف علائم افت فشار خون اُرتواستاتیک (مثلا هنگام ایستادن)، دوزِ آنتی‌سایکوتیک‌های آتیپیک یا دوپامینرژیک را کاهش داد و حتی به‌مدت کوتاهی مصرف داروهای ضد فشارخون بالا را قطع کرد که این رویکرد، به کاهش اثرات افت فشارخون در این بیماری کمک می‌کند. هنگامی که درمان‌های غیردارویی برای افت فشارخون ارتواستاتیک مؤثر نیست، مصرف داروهایی مانند فلودروکورتیزون، دروکسیدوپا یا میدودرین پیشنهاد می‌شوند، با این حال داروهای یاد شده، تا به امروز به‌طور خاص برای زوال عقل با اجسام لویی مورد مطالعه قرار نگرفته‌اند. تأخیر در تخلیه معده با داروهای دوپامینرژیک و یبوست با اپیوئیدها و داروهای آنتی کولینرژیک وخیم‌تر می‌شود. آنتاگونیست‌های موسکارینیک که برای مشکلات ادراری استفاده می‌شوند نیز اختلالات شناختی را در افراد مبتلا تقویت می‌کنند.

### درمان‌های دیگر
شواهد علمی با کیفیتی برای مدیریت غیردارویی این بیماری وجود ندارد، اما برخی از مداخلات درمانی که برای رفع علائم مشابه در سایر انواع دِمانس استفاده شده، مؤثر بوده‌اند. برای مثال، فعالیت‌های گروهی، موسیقی‌درمانی، فعالیت بدنی و کاردرمانی به درمان روان‌پریشی و بی‌قراری کمک می‌کنند و ورزش و تمرین راه‌رفتن نیز گاهی برای بهبود نسبی علائم حرکتی توصیه می‌شود. رفتاردرمانی شناختی را می‌توان برای کاهش افسردگی یا توهم تجویز کرد؛ گرچه شواهدی کافی مبنی بر اثربخشی آن در این بیماری وجود ندارد. فعالیت دیگر، نشانه‌های محیطی است که برای کمک به بازیابی حافظه استفاده می‌شود؛ در این فعالیت فرد مبتلا در محیطی قرار می‌گیرد که امکان به یادآوری خاطراتش را داشته باشد.
نخستین قدم در مدیریت اختلالات خواب، ارزیابی استفاده از داروهایی است که بر خواب اثر می‌گذارند و آموزش‌هایی را در مورد بهداشت خواب ارائه می‌دهند. اگر بیمار آپنه خواب داشته باشد، درمان آن ممکن است شدت و حدت اختلال رفتاری خواب با حرکت سریع چشم را نیز کاهش دهد.
برای مدیریت درمانی اختلال عملکرد اتونومیک، اتخاذ چندین استراتژی غیر دارویی همچون تغییر در رژیم غذایی (شامل اجتناب از وعده‌های غذایی پرچرب و غذاهای شیرین، خوردن وعده‌های غذایی کوچک‌تر و مکرر،)، پیاده‌روی بعد از غذا و افزایش مایعات یا فیبر خوراکی ممکن است در درمان یبوست مفید باشد. ملین‌ها نرم‌کنندهٔ مدفوع و ورزش نیز سبب بهبود یبوست می‌شوند. با پرهیز از الکل و غذاهای تند و استفاده از ملافه‌های نخی و لباس‌های گشاد می‌توان به تعریق زیاد و کاهش علائم اختلالات اتونومیک کمک کرد.

نمونه‌ای از ورزش در آب که برای بهبود شرایط بدنی استفاده می‌شود.

ورزش در حالت نشسته یا دراز کشیده و ورزش در آب (آکواتراپی) به حفظ شرایط طبیعی بدن کمک می‌کند. جوراب واریس، بالا بردن سر تختخواب و افزایش مصرف مایعات یا نمک خوراکی را می‌توان برای رفعِ اختلالِ کاهش فشار خون ارتواستاتیک به کار برد. برای کاهش شکستگی در افرادی که در معرض خطر زمین‌خوردگی هستند، غربالگری تراکم مواد معدنی استخوان و آزمایش سطح ویتامین دی استفاده می‌شود و به مراقبان در مورد اهمیت پیشگیری از افتادن بیمار آموزش می‌دهند. نشان داده شده‌است که فیزیوتراپی برای زوال عقل بیماری پارکینسون مفید است، اما تا سال ۲۰۲۰، هیچ مدرکی برای تأیید اثربخشی فیزیوتراپی در افراد مبتلا به زوال عقل با اجسام لویی وجود ندارد.

### مراقبت
آموزش مراقبان برای مدیریت علائم عصبی-روانی (مانند بی‌قراری و روان‎پریشی) یکی از توصیه‌های اساسی برای مدیریت بیماری است. به‌دلیل علائم عصبی-روانی مرتبط با این بیماری، فشار به مراقبان بیمار بیشتر از آلزایمر است. با این وجود آموزش مراقبان به اندازه بیماری آلزایمر و پارکینسون به‌طور کامل مورد مطالعه قرار نگرفته‌است. عوامل متعددی باعث سختی مراقبت در این بیماران می‌شوند؛ نوسانات عاطفی، بی‌تفاوتی، روان‌پریشی، پرخاشگری، بی‌قراری، و نشانه‌های شبانه مانند اختلالات رفتاری خواب که پیش‌تر از آلزایمر منجر به از دست دادن خود مراقبتی در بیماران می‌شود، نمونه‌ای از این موارد هستند. مراقبان گاهی دچار افسردگی و خستگی می‌شوند و نیاز به حمایت افراد دیگر دارند. سایر اعضای خانواده که در مراقبت روزانه حضور ندارند، اغلب رفتارهای نوسانی را مشاهده نمی‌کنند و استرسی که بر مراقب وارد می‌شود را درک نمی‌کنند؛ به همین علت ممکن است کاستی‌هایی در حمایت از افراد مبتلا به این بیماری توسط مراقبان‌شان ایجاد شود. آموزش مراقبان بیمار نه تنها ناراحتی و مشکلات آنان را کاهش می‌دهد، بلکه باعث افزایش مدیریت بیماری و کم شدن علائم برای فرد مبتلا نیز می‌شود.
مدیریت توهمات بینایی یکی از دشوارترین وظایف مراقبان بیمار در زوال عقل با اجسام لویی بوده و آموزش مراقبان برای تغییر موضوع و پرت کردن حواس افراد در هنگام مواجهه با توهمات، مؤثرتر از بحث بر سر واقعی بودن یا نبودن آنها است. راهبردهای مقابله‌ای به‌دلیل نداشتن عوارض جانبی خطرناک، حتی اگر شواهدی برای اثربخشی آنها وجود نداشته باشد، ممکن است به مراقبان بهداشتی کمک کنند. یکی از راهبردها، ترغیب فردِ مبتلا به مشاهده پدیده‌ای در دور دست است. روش‌های دیگر شامل نشان دادن یک عکس، دستور به تمرکز یا سعی بر لمس توهمات، صبور ماندن برای رفع خودبه‌خودی و صحبت با فرد دربارهٔ تصوراتش است. زیاد کردن نور محیط ممکن است هذیان‌ها و توهمات را کمتر کند؛ همچنین باید اطمینان حاصل شود، شب هنگام که فرد مبتلا در حالت خواب قرار داد، محل خواب کاملا تاریک باشد.
با افزایش خطر عوارض جانبی داروهای ضد روان‌پریشی برای افراد مبتلا، مراقبان آموزش‌دیده و آگاه می‌توانند به عنوان حامیان سلامت آنها عمل کنند. اگر ارزیابی یا درمان در اتاق اورژانس مورد نیاز باشد، فرد مراقب‌کننده می‌تواند خطرات استفاده از داروهای ضدروان‌پریشی را به پزشکان غیر متخصص یادآوری کند. آموزش مراقب، نظارت فعال، شناسایی منابع درد و افزایش تعامل اجتماعی در به‌حداقل رساندن بی‌قراری ناشی از بیماری موثرند. افراد مبتلا به زوال عقل ممکن است نتوانند در مورد دردشان صحبت کنند، اما درد، خود یک محرک رایج برای بی‌قراری است. دستبندهای هشدار نوسانات علائم حیاتی پزشکی یا هشدارهای مربوط به حساسیت دارویی در دسترس بوده و در مراقبت از مبتلایان سودمند هستند. زمانی که خطر زمین‌خوردگی وجود دارد، ارزیابی ایمنی خانه اهمیت زیادی دارد. گاهی استفاده از نرده‌ها و صندلی‌های حمام نیز جهت جلوگیری از زمین خوردن هنگام شستشو ضرورت می‌یابد.
افراد مبتلا به اختلال رفتاری خواب و مراقبان آنها بهتر است برای بهبود ایمنیِ اتاق خواب مشاوره شوند. با کاهش ارتفاع تخت یا قرار دادن تشک پایین تخت برای کاهش ضربه ناشی از افتادن و برداشتن اجسام نوک تیز از اطراف تخت یا بالشتک کردن آنها، می‌توان از آسیب‌های ناشی از افتادن یا پریدن از تخت جلوگیری کرد. سیستم‌های هشداری برای جلوگیری از خوابگردی مفید هستند و اسلحه‌های سرد و گرم باید دور از دست، ترجیحاً در مکانی قفل‌شده، نگهداری شوند. در مواردی نیز ممکن است خوابیدن در مکانی دیگر برای هم اتاقی‌ها ایمن‌تر باشد.
توانایی رانندگی گاهی در اوایل بیماری به دلیل توهمات بینایی، مسائل حرکتی مربوط به پارکینسونیسم و نوسانات در توانایی شناختی مختل می‌شود و در برخی مواقع رانندگی برای فرد بیمار خطرناک است. اعضای خانواده معمولاً تعیین می‌کنند که چه زمانی بیمار توانایی رانندگی خود از دست داده و به‌عنوان بخشی از فرایند مدیریت بیماری از این کار منع شود.

## پیش‌آگهی
تا سال ۲۰۲۵، هیچ درمان قطعی برای زوال عقل با اجسام لویی شناخته نشده‌است. پیش‌آگهی این بیماری به‌خوبی مورد مطالعه قرار نگرفته و پژوهش‌های اولیه با محدودیت‌های تجربی گوناگون، همچون اندازه نمونه کم و سوگیری انتخاب مواجه هستند. مدیریت درمانی این بیماری در مقایسه با آلزایمر و سایر دِمانس‌ها، به‌طور کلی پُرهزینه‌تر بوده و منجر به نرخ بالاتر ناتوانی، بستری شدن در بیمارستان و کاهش امید به زندگی و کیفیت زندگی می‌شود. افسردگی، بی‌تفاوتی و توهمات بینایی یکی از مهم‌ترین عوامل کاهش کیفیت زندگی هستند. زمانی که نقص ژن آپولیپوپروتئین ئی یا زمانی که آلزایمر یا نشانگرهای زیستی آن نیز وجود داشته باشند، زوال عصبی ممکن است سریع‌تر اتفاق بیفتد. شدت افت فشار خون ارتواستاتیک نیز پیش‌آگهی بدتری را نشان میدهد. تصور می‌شد که نقص دیداری-فضایی در اوایل این بیماری، پیش‌بینی‌کننده افزایش سرعت زوال عقل باشد، اما مطالعات جدیدتر ارتباطی میان این علائم پیدا نکرده و این مسئله را رد نمودند.
تعیین کلی مسیر زوال شناختی در بیماران، به دلیل نرخ بالای موارد تشخیص داده‌نشده، دشوار است. دورۀ تأخیرِ تشخیصی این بیماری که به‌طور معمول در ایالات متحده آمریکا ۱ سال و در بریتانیا ۱٫۲ سال است، به این معنی است که یک خطِ مبنا یا نقطۀ مرجع آغازین که بتوان از آنجا وخامت بیماری را اندازه‌گیری کرد، وجود ندارد. در مقایسه با آلزایمر، که بهتر و سریع‌تر تشخیص داده می‌شود، باور بر این است که حافظه به‌مدت طولانی‌تری در این بیماری حفظ می‌شود، در حالی که تسلط کلامی گاهی سریع‌تر از بین می‌رود. رایج‌ترین ابزارهای مورد استفاده برای ارزیابی شناخت، ممکن است شایع‌ترین نقص‌های شناختی در دِمانس با اجسام لویی را شناسایی نکنند و ارزیابی‌های دیگری مورد نیاز باشد. علائم عصبی-روانی در این بیماری بیشتر از آلزایمر است و معمولاً زودتر ظاهر می‌شوند، بنابراین پیش‌آگهی مبتلایان به زوال عقل با اجسام لویی بدتر است که ممکن است سبب زوال شناختی سریع‌تر، نیاز بیشتر به مراقبت‌های پزشکی و امید به زندگی پایین‌تر شود. میزان بستری شدن بیمارستانی در این بیماران در مقایسه با آلزایمر به دلیل توهمات مکرر، گیجی و به‌دنبال آن زمین‌خوردن و عفونت معمولاً بیشتر است.
پیش‌بینی امید به زندگی در این بیماران به سبب ناکافی بودن داده‌های مطالعاتی دشوار است. میزان عمر بیمار می‌تواند از نقطه شروع بیماری یا نقطه تشخیص تعریف شود. از آنجایی که دِمانس با اجسام لویی ممکن است به‌سرعت یا آهسته پیشرفت کند، تنوع زیادی در میزان طول عمر وجود دارد. یک متاآنالیز در سال ۲۰۱۹ میانگین بقا پس از تشخیص را ۴٫۱ سال ارزیابی نمود. میانگین امید به زندگی در دِمانس با اجسام لویی، نسبت به آلزایمر، ۱٫۶ سال از زمان تشخیص بیماری کمتر است. یک بررسی در سال ۲۰۱۷ امید به زندگی از زمان شروع بیماری را بین ۵٫۵ تا ۷٫۷ سال، و پس از تشخیص را بین ۱٫۹ تا ۶٫۳ سال نشان داد. تفاوت بین آلزایمر و دِمانس با اجسام لویی در این شاخص می‌تواند به این دلیل باشد که تشخیص دِمانس با اجسام لویی دشوارتر بوده و ممکن است بعد از گذشت زمان زیادی از بیماری صورت پذیرد. یک نظرسنجی آنلاین از ۶۵۸ پاسخ‌دهنده نشان داد که پس از تشخیص، بیش از ۱۰٪ افراد مبتلا، در طول یک سال جان خود را از دست دادند، ۱۰٪ بیش از ۷ سال برخی افراد بیش از ۱۰ و عده‌ای دیگر نیز در حدود ۲۰ سال عمر کردند. اگر در اوایل بیماری توهمات بینایی، راه رفتن غیرطبیعی و اختلالات شناختی متغیر وجود داشته باشند، به‌طور معمول امید به زندگی کم‌تر است.
وجود ترس و اضطراب در این بیماران و مراقبان آنها بسیار شایع است. طیف وسیعی از پاسخ‌های احساسی در مورد آینده زندگی مبتلایان شامل ترس از توهم، سقوط، کابوس‌های شبانه در نتیجۀ اختلال رفتاری خواب، اثرات خستگی و فرسودگی ذهنی، نوسانات خلقی، افسردگی، دلیریوم و خشونت به وجود می‌آید. در بیشتر اوقات، برای حفظ روحیه اجتماعی، حمایت عینی فراوانی از جانب دوستان و خانواده نیاز است. این بیماران، نیازهای اجتماعی گسترده‌تری دارند، زیرا به دلیل افزایش نیازهای فیزیکی و ناتوانی‌های ذهنی و جسمی حضور در رویدادهای اجتماعی را کمتر تجربه می‌کنند. ابعادِ گسترده نیاز اجتماعی در این افراد سبب شده، اطرافیان آنان گزارش‌هایی از فشارها و تداخلات در زندگی شخصی را ارائه دهند که گاهی منجر به نارضایتی و رنجش آنها هنگام برقراری ارتباط با بیمار می‌شود.
در اواخر بیماری، افراد مبتلا ممکن است نتوانند از خود مراقبت کنند. زمین‌خوردن (ناشی از عوامل بسیاری از جمله پارکینسونیسم، دیس‌اتونومی و ضعف)، باعث افزایش عوارض و علائم جسمانی در این افراد می‌شود. عدم رشد، پنومونی آسپیراسیون و عارضه دیسفاژی (مشکل در بلع)، که ناشی از دیس‌اتونومی هستند، بیماری‌های قلبی عروقی و سپتیسمی نیز از علل شایع مرگ‌ومیر در این بیماران به‌شمار می‌روند.

## همه‌گیرشناسی

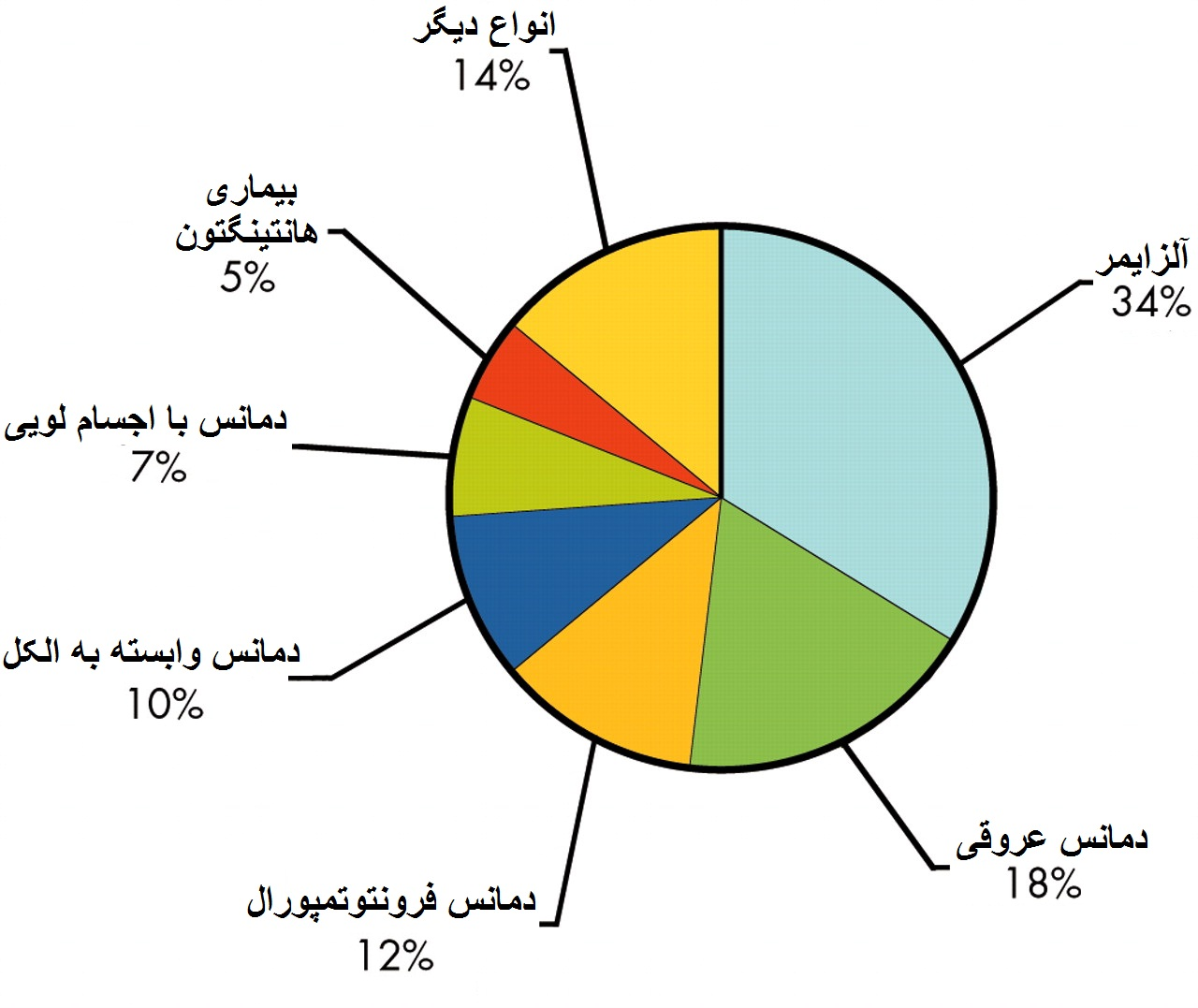
طی بررسی در سال ۲۰۱۰، دِمانس با اجسام لویی در افراد زیر ۶۵ سال بعد از آلزایمر، دمانس عروقی، فرونتوتمپورال و وابسته به الکل پنجمین زوال عقل شایع بود. اما در بررسی‌های جدید این بیماری بعد از آلزایمر شایع‌ترین نوع زوال عصبی است.

طبق آمار در سال ۲۰۲۱، تمام انواع دمانس‌های اجسام لویی در مجموع، دومین شکل شایع زوال عقل عصبی پس از آلزایمر هستند. زوال عقل با اجسام لویی خود یکی از سه نوع شایع زوال عقل، به همراه آلزایمر و دمانس عروقی است.
معیارهای تشخیصی برای دِمانس با اجسام لویی قبل از سال ۲۰۱۷ بسیار اختصاصی اما نه چندان حساس بودند، به گونه‌ای که بیش از نیمی از موارد ابتلا، تشخیص داده نشده‌اند. این بیماری تا سال ۲۰۲۱ چندان شناخته شده نبود، از همین رو اطلاعات کمی در مورد اپیدمیولوژی آن وجود دارد. بروز و شیوع این بیماری به‌طور دقیق معلوم نیست، اما برآوردها با شناختِ بهتر این بیماری از سال ۲۰۱۷، در حال افزایش است.
حدود ۰٫۴٪ از افراد بالای ۶۵ سال به دِمانس با اجسام لویی مبتلا بوده و بین ۱ تا ۴ نفر از هر ۱٬۰۰۰ نفر هر ساله به این بیماری مبتلا می‌شوند. علائم، معمولاً بین ۵۰ تا ۸۰ سالگی بروز می‌کنند (به‌طور متوسط ۷۶ سالگی) و تشخیص آن قبل از ۶۵ سالگی غیر معمول نیست. تصور می‌شود که این نوع زوال عقل در مردان، کمی بیشتر از زنان شایع باشد، اما این یافته به چالش کشیده شده‌است و در مطالعات مختلف ناسازگاری وجود دارد. از آنجا که اختلال رفتاری خواب با حرکت سریع چشم بیشتر در مردان تشخیص داده می‌شود زنان ممکن است در جمعیت‌های بالینی (مورد آزمایش) کمتر مورد بررسی قرار گرفته باشند. به نظر می‌رسد که این نشانهٔ بیماری در مردان زیر ۷۵ سال شیوع بیشتری داشته باشد، در حالی که در زنان دیرتر و با اختلالات شناختی بیشتر بروز می‌کند. مطالعات انجام شده در ژاپن، فرانسه و بریتانیا، برابری بیشتری نسبت به ایالات متحده از نظر ابتلا در مردان و زنان نشان می‌دهد.
تخمین زده می‌شود که ۱۰ تا ۱۵ درصد از دِمانس‌های تشخیص داده شده از نوع اجسام لویی هستند، اما تخمین‌ها برای کسانی که در مطالعات بالینی حضور دارند تا ۲۳ درصد برآورد شده‌است. یک مطالعه در کشور فرانسه نشان داد که بروز این بیماری در افراد ۶۵ سال به بالا، تقریباً چهار برابر بیشتر از مطالعات یکسان در آمریکا است (۳۲ آمریکایی در مقابل ۱۱۲ فرانسوی در هر ۱۰۰٬۰۰۰ نفر در سال)؛ با این تفاوت که مطالعه صورت گرفته در آمریکا، افراد مبتلا به پارکینسونیسم خفیف یا بدون پارکینسون را از مطالعه خارج نکرد (آن‌ها را در بررسی آماری خود، غیر مبتلا به دِمانس با اجسام لویی به حساب آورد)، در حالی که مطالعه مشابه در فرانسه مبتلایان پارکینسونیسم را در ابتدای آزمایش غربالگری نمود. هیچ‌یک از مطالعات به‌طور سیستماتیک فرد را برای تشخیص اختلال رفتاری خواب ارزیابی ننمود، بنابراین در هر دو مطالعه، آمار کمتری از میزان واقعی ابتلا به این نوع دِمانس برآورد شده است. یک مطالعه خانه به خانه نیز در ژاپن شیوع این بیماری را ۰٫۵۳٪ برای افراد ۶۵ سال به بالا و یک مطالعه مشابه در اسپانیا آمار یکسانی از مبتلایان در این کشور نشان داد.

## تاریخچه
فردریک لویی (۱۸۸۵–۱۹۵۰) نخستین کسی بود که رسوبات پروتئینی غیرطبیعی را در اوایل دهه ۱۹۰۰ کشف کرد. در سال ۱۹۱۲، با مطالعه بیماری پارکینسون، یافته‌های اجسام انکلوزیونی درگیر در عصب واگ، هسته بازالیس و سایر نواحی مغز را شرح داد. او کتابی به نام «مطالعه تُن و حرکت عضلات» منتشر کرد که نتیجه پژوهش‌های همه‌جانبه در مورد فیزیولوژی، پزشکی بالینی، آسیب‌شناسی و پاتوژنز پارکینسون بود. او تنها در سال ۱۹۲۳ و سال بعدش در یک مقاله مختصر، هرگز دوباره به یافته‌های خود اشاره نکرد.
در سال ۱۹۶۱، اوکازاکی و همکارانش در دو مورد کالبد شکافی، گزارشی از وابستگی زوال عقل با اجسام انکلوزیونیِ لویی منتشر کردند. زوال عقل با اجسام لویی در یک کالبد شکافی توسط روان‌پزشک و نوروپاتولوژیست ژاپنی به نام کنجی کوساکا در سال ۱۹۷۶ شرح داده شد.
 کوساکا چهار سال بعد برای نخستین بار، پس از ۲۰ مورد کالبدگشایی، اصطلاح «بیماری اجسام لویی» را پیشنهاد کرد. در ابتدا تصور می‌شد این نوع دِمانس نادر است تا اینکه در دهه ۱۹۸۰ رنگ‌آمیزی آلفا سینوکلئین کشف و اجسام لویی در کالبد شکافی مغز قابل شناسایی شد و همین مسئله باعث آسانی تشخیص این بیماری و افزایش موارد احتمالی بیماری گردید. کوساکا و همکارانش سی و چهار مورد را در ۱۹۸۴ و در بررسی یکسان دیگری، چهار مورد در بریتانیا توسط گیب و همکاران کالبدشکافی و تحلیل شدند. سه سال بعد مجله نورولوژیِ برین، توجه جهان غرب را به بررسی‌های این فرد ژاپنی جلب کرد و سبب شد سال ۱۹۸۸، بورکهارت و همکارانش نخستین توصیف کلی از بیماری‌های مشتق شده از اجسام لویی را منتشر کنند.
با وجود اینکه که پژوهشگران ژاپنی، بریتانیایی و آمریکایی در دهه ۱۹۹۰ دریافتند که این بیماری یک زوال عقل شایع است، همچنان هیچ دستورالعمل تشخیصی مشترک و مورد اعتمادی وجود نداشت و هر گروه، از اصطلاحات و روش‌های متفاوتی استفاده می‌کرد. پژوهشگران مختلف به این نتیجه رسیدند، پیشبرد صحیح و علمی تحقیقات بر روی این بیماری، رویکردی مشارکتی نیاز دارد به همین علت «کنسرسیوم زوال عقل با اجسام لویی» تأسیس شد و در سال ۱۹۹۶، اصطلاح زوال عقل با اجسام لویی مورد توافق واقع شد. همچنین به مرور زمان نخستین معیارها برای تشخیص و مدیریت این بیماری مورد بررسی و توافق قرار گرفت.
دو اکتشافات سال ۱۹۹۷، اهمیت اجسام انکلوزیونی لویی را در فرایندهای زوال عصبی نشان داد:
1. جهش در ژن SNCA که پروتئین آلفا-سینوکلئین را رمزگذاری می‌کند و در مبتلایان به بیماری پارکینسون دیده می‌شود.
2. کشف خاصیت ایمونواسی اجسام و نوریت‌های لویی در آلفا-سینوکلئین که سبب شناخته شدن تجمع آلفا سینوکلئین به عنوان نخستین عامل شکل‌گیری سینوکلئینوپاتی شد.

بین سال‌های ۱۹۹۵ تا ۲۰۰۵، کنسرسیوم دِمانس با اجسام لویی سه گزارش اجماعی در مورد این بیماری صادر کرد. زوال عقل با اجسام لویی در ویرایش چهارم راهنمای تشخیصی و آماری اختلال‌های روانی (DSM-IV-TR، منتشر شده در سال ۲۰۰۰) تحت عنوان «زوال عقل به دلیل سایر شرایط عمومی پزشکی» نام برده شد. در دهه ۲۰۱۰ نیز بررسی احتمال وجود علت ژنتیکی در این بیماری، آغاز گردید. چهارمین گزارش کنسرسیوم در سال ۲۰۱۷ منتشر شد و وزن تشخیصی اختلال رفتاری خواب با حرکت سریع چشم، ید۱۲۳-آیوبنگوان و اسکن ماهیچهٔ قلب را برای تشخیص دِمانس با اجسام لویی افزایش داد.

## جامعه و فرهنگ

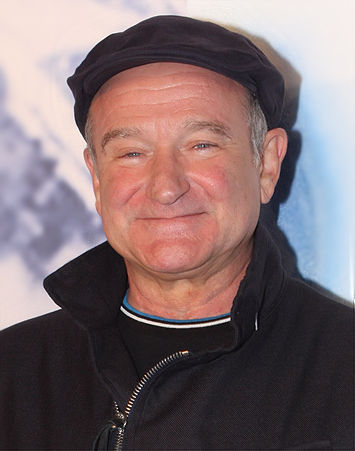
به گفته همسرش، علت مرگ رابین ویلیامز (تصویر در سال ۲۰۱۱) در کالبدشکافی، اجسام منتشر لویی تشخیص داده شده‌است.

نویسنده و شاعر بریتانیایی مروین پیک در سال ۱۹۶۸ درگذشت و پس از مرگ در مطالعه‌ای که در سال ۲۰۰۳ توسط جاما نورولوژی صورت گرفت، به عنوان یک مورد احتمالی مبتلا به دِمانس با اجسام لویی، تشخیص داده شد. این مطالعات بر اساس نشانه‌هایی در کار و نامه‌های وی از جمله زوال پیشرونده، کاهش توانایی‌های شناختی، بدتر شدن عملکرد دیداری-فضایی، کاهش دامنه توجه، توهمات و هذیان، وجود داشت، به این نتیجه رسید که مروین پیک ممکن است، اولین فرد مشهوری باشد که دِمانس با اجسام لویی علت احتمالی مرگ آن بوده‌است.
رابین ویلیامز، بازیگر و کمدین مشهور آمریکایی، هنگام خودکشی در ۱۱ اوت ۲۰۱۴، به بیماری پارکینسون مبتلا بود. به گفته همسرش، ویلیامز افسردگی، اضطراب و پارانویای فزاینده را به خاطر بیماری‌اش تجربه می‌کرد؛ او در ادامه عنوان نمود، کالبد شکافی ویلیامز، بیماری منتشر اجسام لویی را تشخیص داده‌است. در زمان انتشار گزارش کالبد شکافی علت بیماری، زوال عقل منتشر اجسام لویی در نظر گرفته شده بود. دنیس دیکسون، سخنگوی انجمن زوال عقل اجسام لویی، این تمایز را اینگونه توضیح داد: «دمانس منتشر اجسام لویی که معمولاً بیماری منتشر اجسام لویی نامیده می‌شود، به فرایند زیربنایی بیماری اشاره دارد.» به گفته دیکسون، «اجسام لویی به‌طور کلی توزیع محدود درون بافت مغز دارند، اما در این دِمانس، اجسام لویی به‌طور گسترده در سراسر مغز پخش می‌شوند، همانگونه که در مغز رابین ویلیامز وجود داشت.» در نهایت علت بیماری، زوال عقل با اجسام لویی تشخیص داده شد. همچنین ایان جی. مک‌کیث استاد و پژوهشگر این بیماری نیز اظهار داشت که علائم ویلیامز و یافته‌های کالبد شکافی، ابتلای او به دِمانس با اجسام لویی را نشان داده‌است.

## پژوهش‌های جدید
شناسایی زیست‌نشانگرهای پرودرومال در این بیماری، باعث آغاز سریع‌تر درمان، بهبود توانایی غربالگری افراد و اندازه‌گیری اثربخشی در کارآزمایی‌های بالینی و کمک به خانواده‌ها و پزشکان در برنامه‌ریزی برای مداخلات اولیه و آگاهی از عوارض جانبی بالقوهٔ استفاده از داروهای ضد روان پریشی می‌شود. معیارهایی در سال ۲۰۲۰ ایجاد شد تا به محققان کمک کند این بیماری را در مرحله پیش‌زوال تشخیص دهند. سه سندرم پیشنهادی پرودرومال برای این بیماری شامل «اختلال شناختی خفیف همراه با اجسام لویی» (MCI-LB)، «دلیریوم همراه با شروع دِمانس با اجسام لویی» و «اختلالات روانی همراه با دِمانس با اجسام لویی» می‌شود که ممکن است با یک دیگر همپوشانی نیز داشته باشند. از سال ۲۰۲۰، موضع گروه مطالعات تشخیصی دِمانس با اجسام لویی این است که معیارهای MCI-LB را می‌توان برای تشخیص این بیماری توصیه کرد، اما تشخیص گونه‌هایی از آن که با دلیریوم و اختلالات روانی همراه می‌گردد بدون نشانگرهای زیستی دقیق‌تر، دشوار است. با این وجود، اختلالات روانی دیررس شدید می‌تواند نشانه‌ای برای در نظر گرفتن زوال عقل با اجسام لویی باشد و دلیریوم غیرقابل توضیح، احتمال دِمانس با اجسام لویی پرودرومال را افزایش می‌دهد.
تشخیص این بیماری با استفاده از معیارهای کنسرسیوم دِمانس با اجسام لویی انجام می‌شود، اما پژوهشی در سال ۲۰۱۷ روی نمونه‌های پوستی ۱۸ فرد مبتلا، نشان داد که همه آنها دارای رسوبات آلفا سینوکلئین فسفریله بودند؛ در حالی که هیچ‌یک از گروه کنترل چنین نشانه‌ای نداشتند. این تحقیق کوچک نشان می‌دهد در صورت بررسی و تأییدپذیری، پوست نیز می‌تواند پتانسیل تشخیصی برای این بیماری ارائه دهد. سایر زیست‌نشانگرهای بالقوهٔ در حال ارزیابی، الکتروانسفالوگرافی کمی، بررسی تصویربرداری از ساختارهای مغزی و اندازه‌گیری سینوکلئینوپاتی در مایع مغزی-نخاعی هستند. آزمایش‌های تجاری بیوپسی پوست برای تشخیص این بیماری در ایالات متحده وجود دارد و سازمان غذا و دارو مجوز «پیشرفت موفقیت‌آمیز» را به آزمایش مایع مغزی-نخاعی داده‌است؛ با این حال، این آزمایش‌ها به‌طور گسترده در دسترس نیستند و تا سال ۲۰۲۲، نقش این آزمایش‌ها در فرایند بالینی ثابت نشده‌اند. بررسی‌های دیگر برای تشخیص آلفا سینوکلئین به وسیله آزمایش خون نیز همچنان در دست بررسی هستند.
تمرین ذهن، تحریک عمقی مغز و تحریک جریان مستقیم جمجمه‌ای در بیماری پارکینسون و آلزایمر بیشتر از زوال عقل با اجسام لویی مورد مطالعه قرار گرفته‌است و شاید درمان‌هایی بالقوه برای زوال عقل با اجسام لویی باشند. چهار کارآزمایی بالینی برای درمان علائمِ پارکینسون در این نوع دِمانس تا سال ۲۰۲۱ صورت گرفته، اما مطالعات بیشتری برای ارزیابی ضررها در مقابل فواید آنان، عوارض جانبی‌شان و استفاده طولانی‌مدت مورد نیاز است.
استراتژی‌های درمانی دیگر که تحت بررسی هستند، شامل اصلاح سِیر بیماری با استفاده از ایمنی‌درمانی، ژن‌درمانی، درمان با سلول‌های بنیادی و کاهش تجمع آمیلوئید بتا یا آلفا سینوکلئین است. بیشتر درمان‌های تحت مطالعه از سال ۲۰۱۹ با هدف کاهش سطح آلفا سینوکلئین در مغز (با داروهای دارویی نیز آمبروکسول، اِن‌پی‌تی۲۰۰-۱۱ و ئی۲۰۲۷) یا استفاده از ایمنی‌درمانی برای کاهش التهاب عصبی گسترده ناشی از رسوبات آلفا سینوکلئین صورت پذیرفته‌است.

## واژه‌نامه
1. ↑  Multiple system atrophy
2. ↑  Progressive supranuclear palsy
3. ↑  Corticobasal degeneration
4. ↑  Synucleinopathy
5. ↑  Konstantinos Tsamakis
6. ↑  Christoph Mueller
7. ↑  McKeith
8. ↑  Atonia
9. ↑  Selection bias
10. ↑  Recall bias
11. ↑  Bradykinesia
12. ↑  Orthostatic hypotension
13. ↑  Gastroparesis
14. ↑  Tauopathy
15. ↑  123iodine-metaiodobenzylguanidine (123I-MIBG)
16. ↑  Neuropsychological test
17. ↑  Clinician Assessment of Fluctuation
18. ↑  Mayo Fluctuation Composite Score
19. ↑  Digit-span
20. ↑  Spatial span
21. ↑  Frontal Assessment Battery
22. ↑  Wisconsin Card Sorting Test
23. ↑  REM Sleep Behavior Disorder Single-Question Screen
24. ↑  Progressive supranuclear palsy
25. ↑  Corticobasal degeneration
26. ↑  Corticobasal syndrome
27. ↑  Temporoparietal junction
28. ↑  Neuropsychiatry
29. ↑  Dopamine receptor D2
30. ↑  Benadryl
31. ↑  Grading of Recommendations Assessment, Development and Evaluation
32. ↑  Midodrine
33. ↑  Muscarinic antagonist
34. ↑  Active surveillance
35. ↑  Alcohol-related dementia
36. ↑  Nucleus basalis
37. ↑  Lewy-type inclusions
38. ↑  Brain: A Journal of Neurology
39. ↑  JAMA Neurology